# Eszperantó nyelv
Az eszperantó, eszperantó nyelv, eredeti nevén Lingvo Internacia nemzetektől független, mindenki számára egyenjogú nyelvhasználatot biztosító, mesterséges, élő, semleges nemzetközi segédnyelv. A mesterséges nyelvek közül ezt beszélik a legszélesebb körben. Az elnevezés a Doktoro Esperantóból származik (eszperantó fordításban: „reménykedő doktor”), 1887-ben ugyanis Lazar Markovics Zamenhof ezen az álnéven jelentette meg az első könyvét, amelyben az eszperantó nyelvet részletezte. Zamenhof célja az volt, hogy egy könnyen megtanulható és politikailag semleges nyelvet hozzon létre, amely „meghaladja” a nemzetkultúrák határait, és előmozdítja a békét és a nemzetközi megértést az emberek között. A nyelv beszélői általában természetesnek tekintik, mert úgy változik, mint a természetes, élő nyelvek, és Zamenhofot a nyelv kezdeményezőjeként tartják számon.
Az eszperantót aktívan vagy folyékonyan beszélők, valamint az anyanyelvűek számát (vagyis azokét, akik mint egyik anyanyelvüket tanulták meg a szüleiktől) 500 000 és 25 000 000 fő közé becsülik. Ugyanakkor térben igen elterjedt nyelv, mintegy 115 országban beszélik. Habár egyik ország sem fogadta el hivatalos nyelvnek, az eszperantó több országban is, így Magyarországon és Kínában is a hivatalos oktatás része. Használata különösen magas Európában, Kelet-Ázsiában és Dél-Amerikában. Az első eszperantó világkongresszust 1905-ben, Franciaországban rendezték meg. 2012-ben 64.-ként bekerült a Google Translate által fordított nyelvek közé. 2016-ban felkerült a Magyarországon legtöbbet tanult és ismert nyelvek közé. Hazánkban a Magyarországi Eszperantó Szövetség felel a nyelv képviseletéért.
Az eszperantót támogatja az UNESCO, és több ismert közéleti személyiség is kiállt mellette. Használják utazáshoz, levelezéshez, nemzetközi találkozókhoz, művészeti rendezvényeken és tudományos kongresszusokon, tudományos vitákhoz. Van irodalma, zenéje, színháza, nyomtatott és internetes sajtója, készültek eszperantó nyelvű filmek, és vannak eszperantó rádió- és tévéadások is. Szókincse jórészt nyugat-európai nyelvekből származik, nyelvtana erős szláv hatást mutat. A szóelemek nem változnak, és szinte határtalanul kombinálhatók (ebben a kínai nyelvre hasonlít, belső szerkezete azonban inkább a ragozó nyelvekére, mint a magyar, a török, a japán és a szuahéli). Zamenhof szándékosan szóelemeket (morfémákat) vett át és nem szavakat, hogy ezek kombinálásával biztosítsa a szókincs fejlődését, ezt pedig jól tükrözi a nyelv erős agglutináló jellege.

## Története

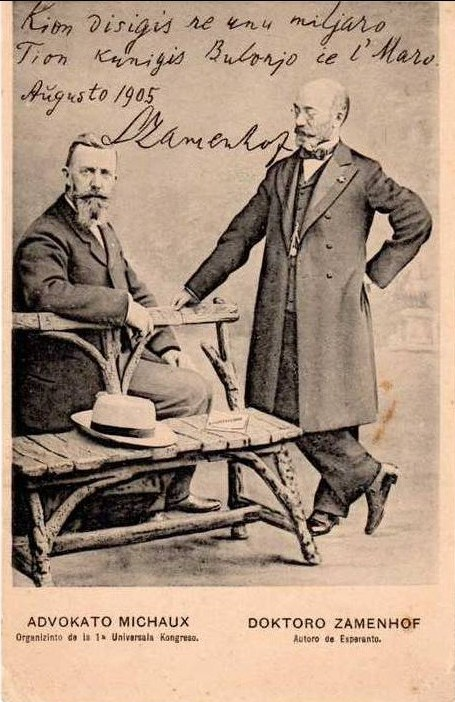
Alfred Michaux és Lazar Markovics Zamenhof (1905)

Az eszperantó a 125 éves rövid időszak után a világon beszélt 6800 nyelv közül a leghasználtabb 100 nyelv között van. A Wikipédiában alkalmazott 285 nyelv között a 30. leghasználtabb nyelv (2013. február 11.) Az eszperantó ott van a Google, Skype, Firefox, Ubuntu és Facebook által választott nyelvek között. A Google Translate – a Google fordítóprogramja – legutóbb felvette az eszperantó nyelvet a 64 elismert nyelve közé. A mai érintőképernyős mobiltelefonok is képesek az eszperantó használatára.

### Kezdetek

#### Az ifjú Zamenhof
A nyelv alapjait Lazar Markovics Zamenhof białystoki születésű, zsidó származású, orosz anyanyelvű varsói szemorvos rakta le. Fiatalkorát Białystokban töltötte, egy soknemzetiségű városban Oroszországban. Gyakran volt alkalma megfigyelni a különböző nemzetek, így az oroszok, lengyelek, németek és zsidók vitáit. A konfliktus fő okát abban látta, hogy nincs közös nyelvük, már iskolás korában elkezdett dolgozni nemzetközi kommunikációra szánt nyelvtervezetén, amelyet minden közösség könnyen elfogadna mint második nyelvet.

#### Első próbálkozások

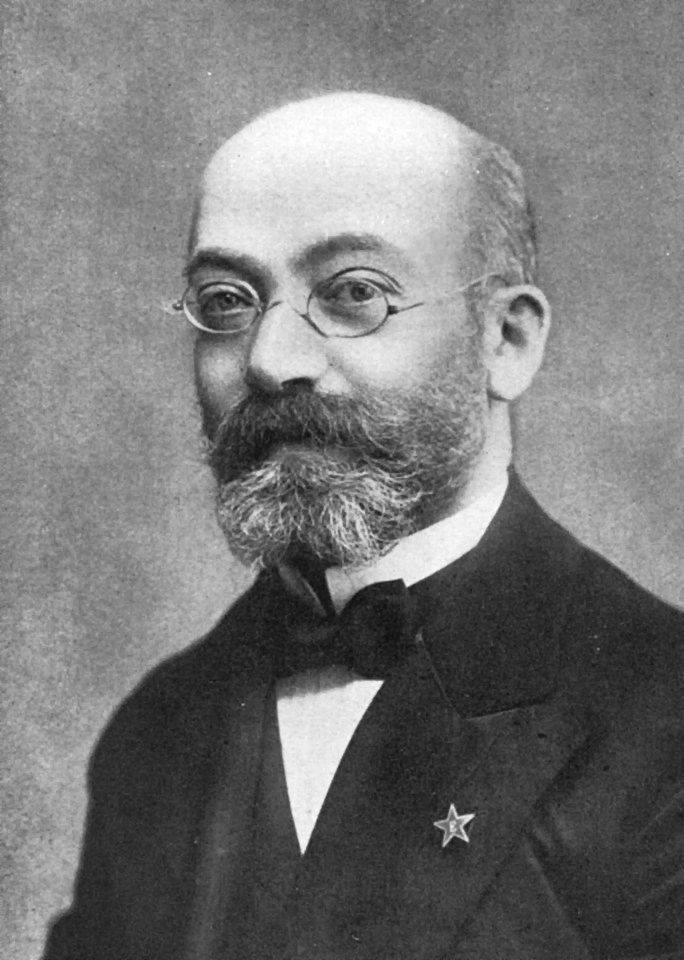
Ludoviko Lazaro Zamenhof

Első ötlete a latin nyelv újjáélesztése volt, de arra jutott, hogy túl bonyolult ahhoz, hogy céljának megfeleljen. Angolul tanulva felismerte, hogy a nyelvnek nincs szüksége nyelvtani nemekre, sőt, igei személyragokra sem, így a nyelv egyszerűbb lehet, mint ahogy gondolta. A megjegyzendő szókincs csökkentésén hosszabb ideig gondolkodott. Orosz feliratok alapján jutott arra a következtetésre, hogy képzők egy szabályos rendszere segíthetne ezen. Hogy a megtanulandó szókincset egyszerű lehessen megjegyezni, a gyököket jórészt a világszerte legtöbbet tanított latin, újlatin és germán nyelvekből gyűjtötte.
Az első projekt Lingwe uniwersala néven már 1878-ban készen volt, de az apja, aki nyelvtanár volt, hiábavalónak és utópisztikusnak ítélte, és elégette a jegyzeteket, amelyeket a fia rá bízott. 1879-től 1885-ig az ifjú Zamenhof Moszkvában és Varsóban tanult orvostudományt. Ekkoriban felújította tervezetét, és az első változatot már 1879-ben tanította barátainak. Néhány év múlva már verset fordított, ezek az eszperantó irodalom első darabjai. 1895-ben írta, hogy hat évig tökéletesítette és próbálgatta a nyelvet, habár már 1878-ban is késznek érezte.”

#### Tankönyv
Az Unua Libro a nyelvet bemutató tankönyv első kiadására 1887-ben, Varsóban került sor, először oroszul, majd lengyelül, németül, franciául és angolul. Az orosz kiadásra a cenzúra késlekedése miatt július 26-án került sor. Ezt a napot tekintik a nyelv születésnapjának. A közbeeső időben Zamenhof elkészítette az Ótestamentum és Shakespeare néhány színdarabjának fordítását. A könyv Международный языкъ (A nemzetközi nyelv) címen jelent meg, és néhány későbbi változtatástól eltekintve azt az eszperantót tartalmazta, amelyet ma is ismerünk. A nyelv eredeti neve Lingvo Internacia („nemzetközi nyelv”) volt, de igazán az első tankönyv szerzője álnevéről (D-ro Esperanto – „Dr. Remélő”) vált ismertté. Az első eszperantó világtalálkozót Alfred Michaux hívta össze 1905-ben, a franciaországi Boulogne-sur-Merben.
A tankönyv első kiadásai:
| Verzió  | A kézirat engedélye (Julián-naptár) | A kézirat engedélye (Gergely-naptár) | A kiadás engedélye (Julián-naptár) | A kiadás engedélye (kiadás) (Gergely-naptár) |
| ------- | ----------------------------------- | ------------------------------------ | ---------------------------------- | -------------------------------------------- |
| orosz   | 1887. május 21.                     | 1887. június 2.                      | 1887. július 14.                   | 1887. július 26.                             |
| lengyel | 1887. július 9.                     | 1887. július 21.                     | 1887. augusztus 25.                | 1887. szeptember 6.                          |
| francia | 1887. szeptember 12.                | 1887. szeptember 24.                 | 1887. november 12.                 | 1887. november 24.                           |
| német   | 1887. október 21.                   | 1887. november 2.                    | 1887. november 12.                 | 1887. november 24.                           |

### Első reformkísérletek
Ahogy egyre többen tanulták a nyelvet, úgy egyre több embernek támadtak ötletei, amelyeket reformjavaslatokként levélben elküldtek Zamenhofhoz, aki a Nürnbergben megjelenő La Esperantisto újságban közölte őket. A javaslatok ismertetése után kétszer megszavaztatta az olvasókat, akik az összes javaslatot elutasították. Ezután egy időre megszűntek a reformtörekvések.
Az újságnak problémái támadtak a cenzúrával, a Lev Nikolajevics Tolsztojról közölt cikke miatt betiltották, így nem lehetett Oroszországban terjeszteni, ahol sok előfizetője volt. Ezután megszüntették az újságot, majd újat vezettek be Lingvo Internacia címen. Ez először Svédországban, Uppsalában, majd Magyarországon, végül Franciaországban, Párizsban jelent meg. Kiadásának az első világháború vetett véget.

### Terjeszkedés

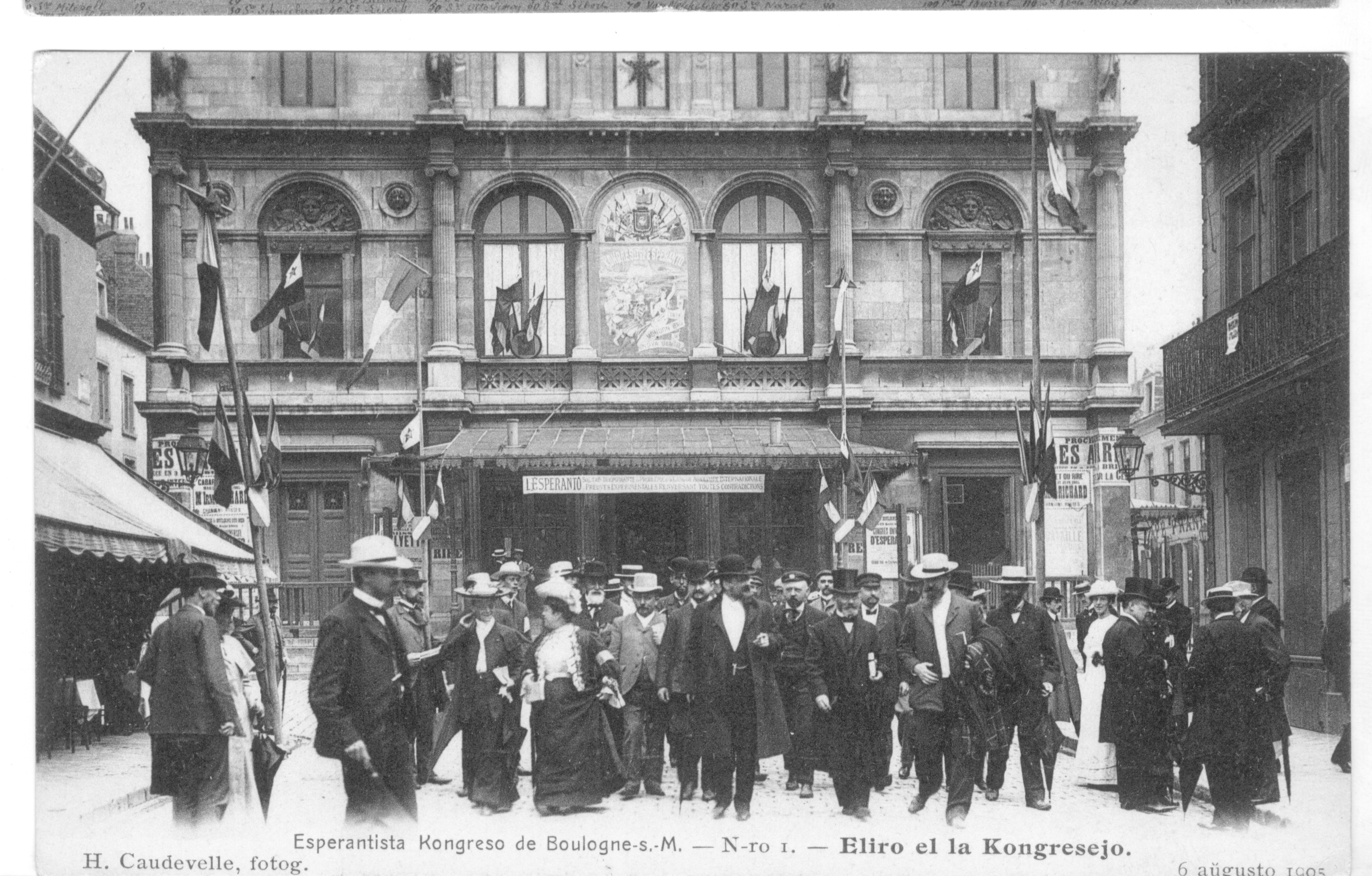
Az első nemzetközi eszperantó kongresszus Boulogne-sur-Merben

A nyelvet szakmai és hobbiszervezetek nemzetközi szinten kezdték használni. Az első évtizedekben főként írásban használták, bővebb körű szóbeli használatra először az 1905-ös nemzetközi eszperantó kongresszuson került sor, amit Franciaországban, Boulogne-sur-Merben rendeztek. A volapük nyelv sikertelensége miatt féltek attól, hogy szóban nem fogják megérteni egymást, de sikerült. Így aztán az eszperantisták személyesen is elkezdtek találkozni egymással.
1909-ben Barcelonában szerveztek nemzetközi kongresszust, itt alakult meg a katolikusok nemzetközi eszperantó szövetsége Internacia Katolika Unuiĝo Esperantista (IKUE). A különböző nemzetiségű katolikusok a következő évben saját találkozójukat is megszervezték, ennek fő kiadványa az Espero Katolika lett. Az újságot Emile Peltier, francia pap alapította, 1903-ban. A legrégebb óta, ma (2018) is megjelenő eszperantó periodika, bevallottan katolikus, harciasan védi az egyház tanításait, és háromszoros pápai áldást nyert.
1912-ben a nyolcadik nemzetközi eszperantó kongresszuson Zamenhof ünnepélyes beszédben lemondott addigi vezető szerepéről a mozgalomban. A 10. kongresszust 1914-ben rendezték Párizsban. Zamenhof a kitörő háború miatt csak Skandinávián keresztül tudott hazajutni. Nagyon csalódott volt a háború miatt, és reményt vesztve halt meg 1917-ben április 14-én.
A háború után újjáéledt a béke és a harmónia iránti vágy, ami segítette a nyelv terjedését. A totális diktatúrák azonban a második világháború végéig üldözték az eszperantistákat. 1920-ban Hágában, 1921-ben Prágában tartottak találkozót az eszperantisták. 1927-ben Bécsben volt kongresszus, itt alapították meg az Eszperantómúzeumot és Tervezett Nyelvek Gyűjteményét, amit 1929-ben átvett Ausztria Nemzeti Könyvtára, de máig is külön épületben látogatható.

### A második világháború után

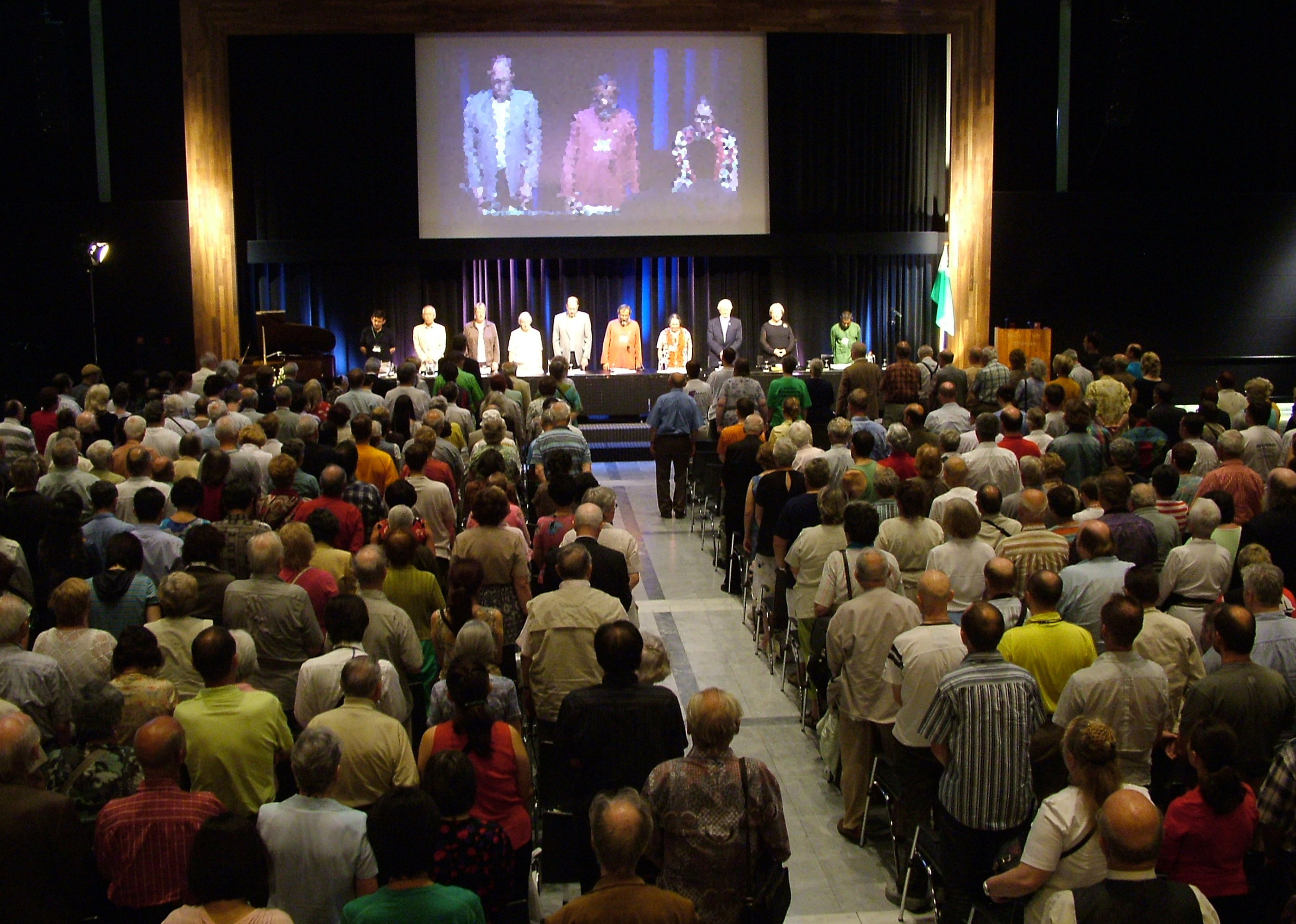
Rotterdam, 2008: A 93. nemzetközi eszperantó kongresszus 1845 résztvevővel

Az Egyesült Nemzetek Szövetsége elismerte nemzetközi nyelvként, miután több mint 80 millióan aláírták az ezt szorgalmazó petíciót, köztük Csehszlovákiában Jaroslav Heyrovský Nobel-díjas professzor.
Az UNESCO hasonlóan elismerte a nyelvet 1954. december 10-én Montevideóban és 1985. november 8-án. Nyilatkozataiban elismerte az eszperantó szerepét, méltatta, hogy segíti a nemzetközi kapcsolatok fejlődését és a népek közeledését egymáshoz. Javasolta a tagállamoknak tanulási programok indítását, amiben az eszperantó is helyet kap. A nem regisztrált nemzetközi szervezeteknek ajánlotta, hogy csatlakozzanak az eszperantó századik évfordulójának megünnepléséhez és vizsgálják meg annak a lehetőségét, hogy eszperantóul kommunikáljanak tagságukkal.
Ekkor már a kommunisták nem üldözték, hanem a béke nyelveként támogatták az eszperantót. A Lengyel Tudományos Akadémia (Polska Akademia Nauk) több vezetője is kiállt a nyelv mellett. 1987-ben a századik évfordulót ünneplő 72. kongresszuson 60 országból hatezren vettek részt.
A Nemzetközi Katolikus Eszperantisták Szövetsége (Internacia Katolika Unuiĝo Esperantista) elérte, hogy 1990-ben megjelenjen az a dokumentum (Norme per la celebrazione della Messa in esperanto), ami lehetővé tette, hogy ne csak szükség esetén vagy különleges engedéllyel lehessen misézni eszperantóul, hanem egyébként is. Ezzel az eszperantó lett az egyetlen mesterséges nyelv, amelyet a katolikus egyház elismert liturgikus nyelve.
Az eszperantó nyelv nem tudta elérni addigi céljait az Egyesült Királyság és az Amerikai Egyesült Államok technológiai fölénye miatt, amiért is az angol vált az első számú nemzetközi közvetítő nyelvvé. Erre válaszul az eszperantisták 36. ifjúsági kongresszusán, Finnországban, Raumában kiadták a Raumista kiáltványt, amely új célokat tűzött ki az eszperantó elé 1980. augusztus 31-én.

### Számadatok

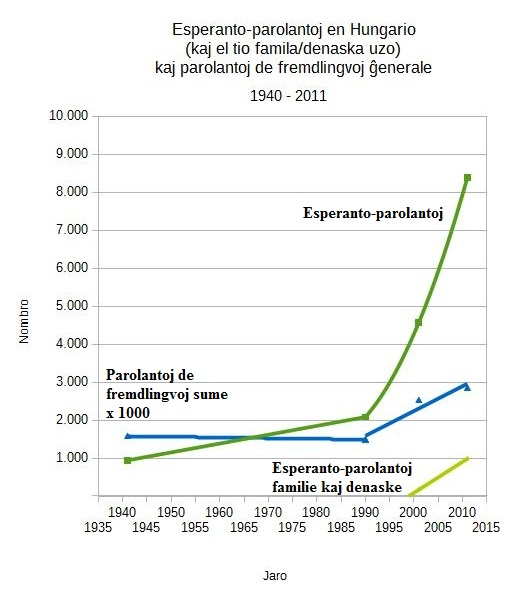
Sötétzöld: eszperantisták száma; világoszöld: családi használat/anyanyelvi beszélők (2001/11 népszámlálási adatok alapján). Kék: idegen nyelvek ismerete (ezredrész)

Az eszperantó terjedését különböző számadatok is jelzik.
A magyar népszámlálás 1941-ben 942, 1990-ben 2083, 2001-ben 4575, 2011-ben 8397 eszperantistát talált. Ez azonban torzít, mivel egyrészt önbevallás alapján készült, másrészt 2011-ben az elektronikus kérdőíven csak legfeljebb három beszélt nyelv feltüntetésére volt lehetőség, mivel úgy vélték, hogy a kevés soknyelvű beszélő, aki nem tudja feltüntetni az összes általa beszélt nyelvet, hibahatáron belül lesz.
Az Eszperantó mozgalom Évkönyve (Jarlibro de la Esperanto‑movado) szerint az anyanyelvi eszperantisták száma 1961-ben 58, 1962-ben 67, 1965-ben 83 volt. 1996-ban becslések szerint 350 családban voltak született eszperantisták.
Tizenkét afrikai országban van eszperantó szövetség, legtöbbjüket 1960 után alapították. A Pasporta Servo által nyilvántartott afrikai címek száma 1988/89-ban 18 volt, ami 2005-re 59-re emelkedett.
Interneten több mint 3000 dalszöveg érhető el eszperantóul.

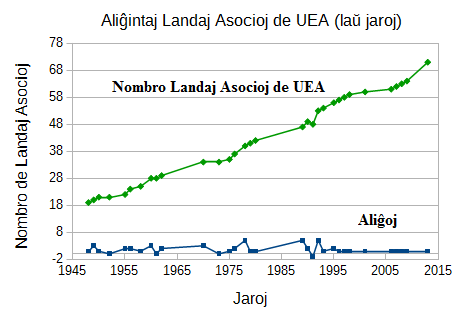
Az UEA tag országos eszperantó szövetségek száma 1948 és 2013 között. Zöld: teljes szám, kék: csatlakozások

Az eszperantó Wikipédia több mint 240 ezer cikket tartalmaz, ami összehasonlítható a baszk (280 000) és egy maláj nyelv, a minankabaua nyelv (220 000) Wikipédiájával. A Wikipédia előtt nem volt eszperantó enciklopédia általános témákról. Az Eszperantó Enciklopédia (Enciklopedio de Esperanto) 1934-ben jelent meg, és azóta nem szerkesztették.
1906 és 1971 között 28 értekezés jelent meg az eszperantóról és az interlingvisztikáról, azaz megközelítően két-három évenként. Ez a szám emelkedett, 1975 és 1987 között 95 cikk jelent meg, azaz 1975-től kezdve átlagosan évi 7.

## Jelen
Korunkban egyre több figyelem fordul a kisebbségek és a nyelvi sokszínűség felé, az eszperantó mint nemzetközi nyelv is felkeltette a hatalom birtokosainak figyelmét. Civil szervezetek és szövetségek lobbiznak azért, hogy az eszperantó mint nemzetközi nyelv az Európai Unió és az ENSZ napirendjére kerüljön. 1996-ban nemzetközi szervezetek találkoztak Prágában független szakértők csoportjával, akik tárgyaltak az eszperantó akkori helyzetéről, és javasolták bevezetését a politikáról és a nyelvi jogokról szóló beszélgetésekbe. A prágai kiáltványt az 1996-os prágai kongresszuson fogadták el, amely újradeklarálja az eszperantó mozgalom céljait és értékeit, hangsúlyozva a nyelvi demokráciát és a nyelvi sokféleség megőrzését.
A világ minden táján találhatók emberek, akik valamilyen szinten beszélik a nyelvet. Ismert magyar eszperantisták Polgár Judit és testvérei, a Nobel-díjas Reinhard Selten, és Soros Tivadar, Soros György apja. Wolfgang Stammberger, egykori német igazságügy-miniszter is eszperantista volt. Az eszperantó azonban kulturálisan egységes maradt, ezt a nemzetközi kongresszusoknak és az egységes oktatásnak köszönheti. Felügyeleti szerve az Eszperantó Akadémia.
1909-ben létrejött egy eszperantó szabadkőműves szervezet (Esperanto Framasona Societat/Eszperantó Szabadkőműves Társaság), amely magát 1913-ban „világszövetség”-nek nevezte át (Universala Framasona Ligo/Egyetemes Szabadkőműves Liga) és olyan utópisztikus elképzeléseik voltak, hogy az eszperantó nyelvet a szabadkőműves páholyokban univerzálisan elterjeszthetik. Ezt az eredményt nem érték el, bár a liga mind a mai napig működik, kongresszusokat tart, tagszervezete van Svájcban, Franciaországban, Németországban, Kanadában és Olaszországban. Tudományos nyelvként 1925 óta használják. 1979 óta a Nemzetközi Kibernetikai Szövetség hivatalos nyelve az angol és a francia mellett, 1985 óta pedig a San Marinó-i Nemzetközi Akadémia (AIS) első hivatalos nyelve. Ezen kívül számos nem eszperantista szervezet is elfogadta és alkalmazza, például a Postaunió, és a Nemzetközi Rendőrszervezet eszperantóul szerepel. Az Őslakos Párbeszédek projektben alkalmazott közvetítőnyelv, ennek célja a tapasztalatcsere segítése a volt gyarmattartó nyelvek kizárásával.
A nyelvet mind a mai napig gyakran összetévesztik a Karinthy által megalkotott eszperente nyelvi játékkal az elnevezések hasonlósága miatt. Ami nem véletlen, mivel Karinthy az eszperantóról nevezte el a játékot. Karinthy Frigyes maga is írt eszmefuttatást (Paradox az eszperantóról) a nyelv kapcsán:
Paradoxon az eszperantóról
Samideano, kedves barátom, ne vitatkozz velem és ne akarj meggyőzni, merőben fölösleges. Én meg vagyok győzve és - megsúgom neked a nagy titkot - mindenki meg van győzve. Akkor hát mégis, hogy lehet az, kérded naivul, hogy még mindig vannak, akik...
Ne folytasd. Válaszom erre is ugyanaz. Éppen azért. Furcsa, mi? Pedig így van.
Hogy az eszperantó jó dolog, helyes dolog, nagy dolog, a világ Bábel-kérdését egyetlen és biztos módon megoldó egyetlen és biztos lehetőség: nyilvánvaló, tökéletes, cáfolhatatlan igazság. És én azt mondom neked, hogy ez a cáfolhatatlanság és tökéletesség volt eddig az egyetlen akadály, amin múlott, hogy feltalálásának negyvenedik évfordulóján nem tartunk még ott, ahol tartanunk kellene, hogy a világ minden iskolájában tanítsák, hogy minden írni-olvasni tudó ember tudjon eszperantóul is, hogy olyan természetes eszköze legyen a nemzetközi érintkezésnek, mint a vasút, vagy a távíró, vagy a posta.
Azt hiszed most, erőltetem a paradoxont. Tévedsz. A világot, értsd meg végre, nem megismerés és belátás, hanem képzelet és hiúság kormányozza. Vedd észre végre, hogy az emberek nem szeretik a tökéletes és cáfolhatatlan igazságokat. Az emberek szeretnek vitatkozni, mert a hiúság és képzelet a meggyőzetést legyőzetésnek érzi - a hiúságot bosszantja és untatja a cáfolhatatlan igazság, amire kénytelen azt mondani: ez bizony így van, nincs tovább.
Túlságosan nyilvánvaló és kézenfekvő az eszperantó szükségessége - ez a baj. Nem szabadna, hogy ilyen nyilvánvaló és kézenfekvő legyen, ahhoz, hogy valódi és megérdemelt sikerét megcsinálja, s aki, mint mi ketten, lelke mélyéből kívánja ezt a sikert, annak, a meggyőzés és beláttatás eddigi politikáját feladva, a másikfajta politikának taktikájára kell áttérnie, amit napjainkban az emberi lelket jobban ismerő reklám- és divatcsinálás kultusza képvisel: inkább elfelejteni szükségességét, mint hangsúlyozni. Mindjárt meg fogsz érteni. A nyakkendő, ugye, nem olyan szükséges és hasznos dolog, mint az eszperantó - mégis, legalább milliószor annyi ember hord nyakkendőt, mint amennyi eszperantóul beszél, pedig a helyes nyakkendőkötést megtanulni legalább annyi ideig tart, mint eszperantóul megtanulni. Mert a nyakkendő divatba jött - nem az értelmen és belátáson keresztül jött divatba, hanem a hiúságon és képzeleten keresztül - mert beláttatással és felvilágosítással, külön-külön mindenkit meggyőzhetsz -, de a tömeget mindig a divat fogja irányítani.
Ne azt hirdesd, Samideano, hogy az eszperantó jó dolog, azt hirdesd, hogy divatos dolog. Ne arról beszélj annak, akin keresztül terjeszteni óhajtod, hogy ő legyen eszpista, hanem arról, hogy a többiek már azok. És ne azzal dicsekedj, hogy milyen okos emberek és nagy elmék és komoly férfiak lettek hívei az eszperantónak, hanem azzal, hogy milyen népszerű és híres emberek. Hogy Anatole France és Tolsztoj eszperantisták voltak, hallgasd el - hirdesd inkább, hogy Dempseytől és Josephine Bakertől csak eszperantóul lehet autogramot kérni - s fogadok veled, hogy féléven belül Dempsey és Josephine Baker kénytelen lesz megtanulni eszperantóul azoktól, akik azért tanultak meg eszperantóul, mert azt hitték, hogy ők tudnak s így nekik is tudniok kell.

Így van ez, divattárs.

### Kultúra

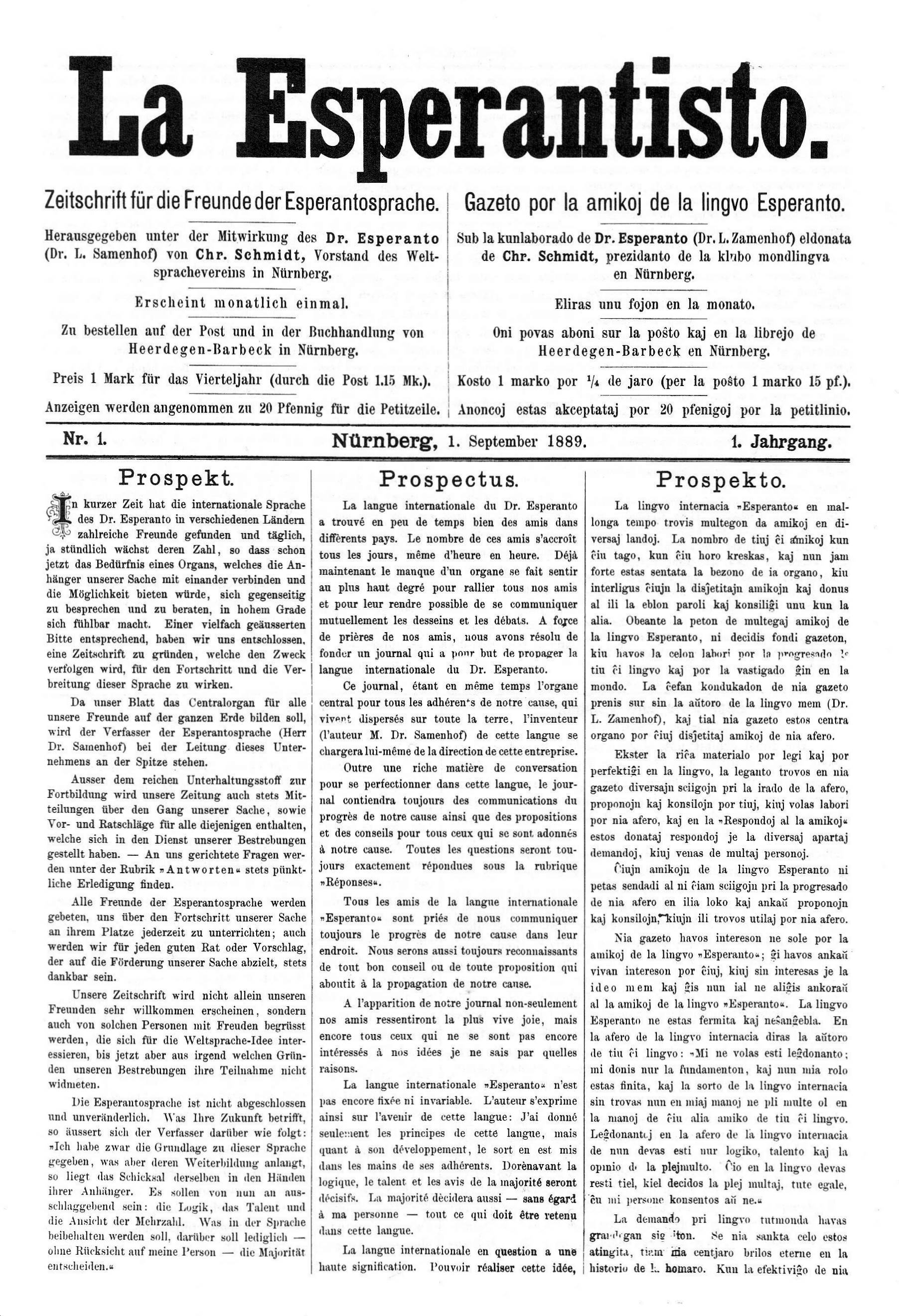
Az első eszperantista újság (1889)

Kiterjedt irodalommal rendelkezik: a világirodalom jó részét lefordították már eszperantóra, például Zamenhof maga a Bibliát (az Ószövetséget a héber eredetiből), Homérosz, Shakespeare, Goethe, Dante, Puskin, Tolsztoj, Byron, Molière, Balzac, Hans Christian Andersen, a Grimm fivérek, H. G. Wells, Charlotte Brontë, Remarque, Voltaire és sok más szerző számos művét. A fordításban jelentős szerepet vállaltak magyarok, akik közül az egyik leghíresebb Kalocsay Kálmán.
A magyar irodalomból eszperantóul olvasható többek közt Kertész Imre a Sorstalanság, A Pál utcai fiúk, a János vitéz, a Toldi, Az ember tragédiája, Jókai Mórtól többek közt A kőszívű ember fiai, Örkény Egyperces novellái, Fekete István Vukja, Sánta Ferenctől a Húsz óra, Karinthy Frigyes számos műve, Babits A gólyakalifája, Rejtő Jenő közel harminc regénye, Petőfi Sándor, József Attila és Berzsenyi számos verse és mások.
Eredeti eszperantó nyelvű művek is jelentős számban születtek. A magyarok közül világszerte ismertek Nemere István eredetileg eszperantó, majd később magyarra fordított művei, valamint Baghy Gyula és Kalocsay Kálmán művei.
Saját sajtója, rádiója, televíziója van. Elérhető ezen a nyelven a Facebook, a Mozilla Firefox böngésző, az Ubuntu Linux operációs rendszer, a LibreOffice irodai szoftvercsomag és a Google internetes keresőmotor. A Rigó utcai ELTE Idegennyelvi Továbbképző Központ is használja a honlapján a magyar és az angol mellett; fejlett kultúrnyelvnek tekinthető.

### Jelenlegi nyelvállapot
Zamenhof, az eszperantó megalkotója tudta, hogy a nyelvet közös használat fogja elterjeszteni; emiatt kezdeti javaslatában minimális nyelvtanra és szókincsre szorítkozott. Ma az eszperantót világszerte beszélik, kifejezőképessége ennek megfelelően gyarapodott. Zamenhof több ötlete megelőzte a modern nyelvészet alapítója, Ferdinand de Saussure ötleteit, akinek testvére eszperantista volt.
Kezdeti állapotában a nyelv ezer gyököt tartalmazott, amiből 10-12 ezer szót lehetett képezni. A jelenlegi szótárak 15-20 ezer gyököt tartalmaznak, melyekből több százezer képezhető. A nyelv folyamatosan továbbalakul, bővül. Az eszperantót különböző célokra használták, ami nem tetszett mindenkinek. Sztálin a világpolgárok nyelvének, Hitler a zsidók nyelvének nevezte, mivel Zamenhof zsidó volt.
A nyelvet használói alakították, különösen költők, írók, filológusok. Több mint 120 év alatt több ezer szó, kifejezés, metafora, és más nyelvi eszköz jött létre.
A különböző szakmák és tudományok szókincsét külön szótárak gyűjtik. A Nemzetközi Eszperantó Szövetségnek 2015. március 11-én 59 szakmai szövetség volt a tagja. Majdnem mindegyik gondoz egy szakmai szótárat, így ezekben a szakmákban legalább a mesterszinthez szükséges szókincs szerepel. Ezek ingyenesen elérhetők az Interneten. öt nyelven (eszperantó, angol, német, holland, francia).

### Nyelvoktatás
A nyelvet a világon a legkülönbözőbb intézményekben, ill. tanfolyami formákban oktatják. Magyarországon minden iskolatípusban hivatalosan oktatható, egyenjogú nyelv.

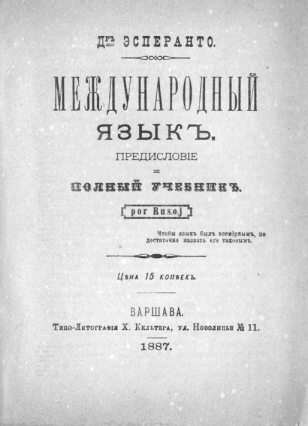
Az első eszperantó nyelvkönyv

A Magyar Tudományos Akadémia Nyelvtudományi Intézete 2004 januárjában kiadott állásfoglalása szerint az eszperantó élő nyelv. A 2000-es évek első évtizede közepétől fogva emiatt sokan választották a diploma megszerzéséhez szükséges nyelvvizsgának, így 2005-ben az angol és a német után a harmadik legnépszerűbb nyelv lett, akárcsak a 2001 és 2010 közti időszak egészét tekintve. Eszperantóból 2006 óta ötezernél is több nyelvvizsgát tesznek évente, és – szemben a négy nagyobb világnyelvvel, amelyekben főként a 14–19 éves korosztály méreti meg magát – ez a nyelv a huszonévesek körében népszerűbb, vélhetőleg a diploma miatt. Magyarországon a Rigó utcai Origó Nyelvi Centrumban lehet államilag akkreditált nyelvvizsgát tenni a nyelvből.

#### Könnyűsége
Az Institute of Cybernetic Pedagogy at Paderborn intézet (Németország) összehasonlította a francia anyanyelvű középiskolás hallgatókat, hogy milyen hosszú tanulmányi idő alatt sikerül hasonló "standard" szinten megtanulni eszperantó, angol, német és olasz nyelven. Az eredmények :
- 2000 óra alatt németül = 1500 óra angolul = 1000 óra olaszul (vagy másik újlatin nyelveken) = 150 óra alatt eszperantóul.

A különbséget a következők magyarázzák:
- Egyszerű nyelvtan, ha akad egy-két kivétel, az nagyon ritka. Nincsenek rendhagyó igék, minden ige egységesen képez minden időt.
- Fonetikus helyesírás, nem kell az írás mellé a kiejtést is megtanulni.
- Robbanékony szóképzés, kevés gyökből sok szó alkotható képzéssel. Ez nagyban csökkenti a megtanulandó szavak számát.
- A szófajokat a névmások, az elöljárószavak, a számnevek és indulatszavak kivételével fel lehet ismerni végződésükről. Emellett nem kell megtanulni a főnevek nemét, a névszók és igék ragozási csoportját.

Az eszperantó tanulásakor a nyelvtani problémák gyorsan eltűnnek. Ez az eszperantó fontos tulajdonsága. Így több idő marad a szókincs fejlesztésére és a szóhasználat, szókapcsolatok gyakorlására.
A nyelvtanulók megfelelő oktatás esetén már néhány hét után elkezdhetnek eszperantóul levelezni. Néhány hónap után a kurzus keretében vagy önszántukból külföldre utaznak és más eszperantistákkal képesek beszélgetni. Egy Facebook-szavazáson 68 eszperantistából 36 (52%) válaszolta azt, hogy kevesebb mint 20 tanóra után kezdte el használni a nyelvet, és további 13 (19%) 20-29 tanóra után.

#### Propedeutika
Az eszperantó nyelv tanulása segíti más nyelvekét, ezt propedeutikai hatásnak nevezik. Williams és társai két csoportot szerveztek, az egyik csoport először eszperantóul tanult egy évig, majd három évig franciául; míg a másik végig franciául tanult. A kísérlet végére az első csoport beszélt jobban franciául. Hasonló eredményre jutottak, amikor a második nyelv a japán volt. A cikk azonban nem hasonlítja össze az eszperantót mint bevezető nyelvet más nyelvekkel, például a latinnal.
Habár vannak egyetemek, ahol eszperantót is tanítanak, például a Masaryk Egyetem Csehországban, Brnóban, a legtöbb eszperantista Interneten, levelezéssel, helyi klubokban tanulja a nyelvet. Egy Facebook-szavazáson 163 eszperantista válaszolt, 13 (8%) egyetemen (9), népfőiskolán (2), illetve iskolában (2) tanulta; 96 (59%) autodidakta, könyvből (55), Internetről (41); 47 (29%) klub által szervezett kurzuson; 4 (2%) családtagoktól. Összefoglalóan a válaszolók 90%-a önképzéssel vagy klubban jutott hozzá eszperantó tudásához. Önképzést segítő könyvek és más tananyagok több mint 100 nyelven állnak rendelkezésre.

#### Nyelvi támogatás
Az Internet megjelenése és különösen az 1990-es évek óta megszaporodtak az eszperantót támogató eszközök, nyelvtanulási segédeszközök, gépi fordítók. Ezek egy része kereskedelmi, más része ingyenesen elérhető. A kevés nyelvhez elérhető eszközöknél (legfeljebb 20 nyelv) ritka az eszperantó, de a nyelvek számának növekedésével az esély is nő, 40 nyelvtől kezdve az eszperantó kifejezetten gyakori.

### Eszperantisták a világban
Az eszperantó beszélőinek számáról megoszlanak a vélemények: forrástól függően néhány tízezertől több tízmillióig becsülik a beszélők számát.
Az Ethnologue projekt az eszperantisták összlétszámát 2 millióra teszi, akik közül 2000 egyik anyanyelve az eszperantó (őket denaska esperantisto-nak, „született eszperantistának” nevezik) azaz olyan családban nevelkedett, ahol a szülők eszperantóul beszéltek. A legtöbb ilyen családban a szülők különböző nemzetiséghez tartoznak. Ziko Marcus Sikosek történész a Kölnben élő eszperantisták és a tagszervezetek létszámának aránya alapján ezt a becslést túlzónak találja. További becslések szerényebb számokat használnak, százezres létszámot feltételeznek, néhány tucat született eszperantistával. Magyarországon is élnek ilyenek.
A pontatlanságok több forrásból adódnak. Egyrészt, nem minden eszperantista tag valamelyik szervezetben. Másrészt van, aki nem vallja be, mivel nem tartja ahhoz megfelelő szintűnek a tudását. Harmadrészt, a népszámlálások adatai sem mindig használhatóak, mert önbevalláson alapulnak, vagy csak az anyanyelvet kérdezik. Internetes felmérésnél a nyelveket egy listából kell kiválasztani, vagy korlátozott számú nyelv választható, így egy többnyelvű beszélő csak a fontosabb nyelveket tudja bevallani.
Az eszperantista közösség minden évben kiad egy Pasporta Servo nevű kiadványt, amelyben azok az eszperantisták teszik közzé címüket az egész világból, akik szívesen vendégül látnak más eszperantistákat egy-két napra az otthonukban. A kötetben szerepelnek a feltételek, például hány napra, hány személyre, milyen körülmények között. A vendéglátók fizetséget nem várnak el, de ajándékot illik nekik vinni.
Számos nemzetközi találkozót tartanak, mint például Magyarországon a Nemzetközi Ifjúsági Hetet (IJS), valamint az Ifjúsági Eszperantó Találkozót (JER). A Nemzetközi Ifjúsági Kongresszus (IJK) világszerte több mint hatvan rendezvénye közül 2011-ig négynek adott otthont Magyarország, az Eszperantó Világkongresszusnak pedig háromszor (az 1983-as találkozó a 3. legnagyobb látogatottságú volt a közel száz közül, 4834 résztvevővel, az 1966-ost pedig az 5. legtöbben keresték fel).
A Nemzetközi Eszperantó Szövetségnek 62 országban vannak fiókszervezetei. Egyéni tagjai 124 országból regisztráltak. Az eladott tankönyvek és helyi szervezetek taglétszáma alapján az eszperantisták száma több százezerre, akár egy-két millióra tehető. A nyelvet beszélők nemcsak Európában koncentrálódnak, hanem Brazíliában, Kínában, Iránban, Japánban, Kubában és Madagaszkáron is.

### Szaknyelv
A szakszótárak idejében történő újítását az eszperantó szakegyesületek végzik az UEA (Eszperantó Világszövetség) felügyelete alatt. Az UEA 63 eszperantó szakegyesületet tart nyilván (2013. áprilisi állapot) mint az UEA kollektív tagját. Ezek többsége saját szakterületén belül vezeti a terminológiai szótár(oka)t. A szótárak az interneten is rendelkezésre állnak bárki számára és ingyenesen.
Ahogy általában az eszperantóban, a szakterületeken is törődnek a kétértelműséget kiküszöbölésével. Például az időpillanatot a momemto szóval jelzik, de a forgómozgás jellemzőit, amelyeket nem időegységekben mérnek – impulzusmomentum, tehetetlenségi nyomaték, forgatónyomaték – a momanto szóval jelzik.

### Hivatalos státus
Az eszperantó nem hivatalos egyik országban sem. A 19-20. században Semleges Moresnet területén Amikejo néven szó volt egy eszperantó nyelvű állam létrehozásáról. 1968-ban a Giorgio Rosa által mesterségesen létrehozott Rózsák szigetén egy rövid életű mikronemzet használta hivatalos nyelvként. Több nonprofit nem kormányzati szervezet munkanyelve. Az eszperantó az egyetlen mesterséges nyelv, ami liturgikus nyelv a katolikus egyházban.
1954-ben az UNESCO közgyűlése elismerte, hogy a montevideói határozatban foglalt eszperantóval kapcsolatban elért eredmények egybeesnek az UNESCO célkitűzéseivel. Ezt követően az UNESCO kapcsolatba lépett a Nemzetközi Eszperantószövetséggel, ami B kategóriás nem kormányzati tag lett. 1977-ben az UNESCO vezérigazgatója, Amadou-Mahtar M´Bow részt vett a 62. nemzetközi eszperantó kongresszuson az izlandi Reykjavikban. 1985-ben az UNESCO közgyűlése arra ösztönözte tagjait, hogy segítsenek megoldani a nyelvi problémát tanítási programokkal és az eszperantó bevezetésével. A Nemzetközi Eszperantószövetség kapcsolatban áll az ENSZ-szel, az UNICEF-fel, az Európa Tanáccsal, az Amerikai Államok Szervezetével és az ISO-val.
Herzberg német város 2006. július 11. óta a városi tanács határozata szerint Eszperantóváros, a város eszperantóhoz kapcsolódó kulturális, köztük vallási rendezvények miatt. Herzberg testvérvárosa a lengyel Góra város, levelezésük eszperantó nyelvű.

### Használata

#### Találkozók és utazás
Évente több száz nemzetközi konferencia és találkozó zajlik eszperantóul, vagy hozzá kapcsolódóan. A legnagyobb az Eszperantó Világkongresszus, amit a következő városokban rendeztek: Fortalezo, Brazília (2002); Götenburg, Svédország (2003); Peking, Kína (2004); Vilnius, Litvánia (2005); Firenze, Olaszország (2006); Jokohama, Japán (2007); Rotterdam, Hollandia (2008); Bjalistok, Lengyelország (2009); Havanna, Kuba (2010); Koppenhága, Dánia (2011). 1938-tól Nemzetközi Ifjúsági Kongresszust is tartanak. Az első eszperantista szimpóziumot az arab országokban Amanban tartották 2000-ben, az ötödik összamerikai kongresszust 2001-ben Mexikóvárosban, és ázsiai kongresszust Szöulban 2002-ben.
A Pasporta Servo az eszperantó használatát támogatja utazáshoz, a Nemzetközi Ifjúsági Eszperantista Szervezet szervezésében. 2008-ig évente megjelentetett egy könyvet, amiben leírta a regisztrált vendéglátó családok címét (2007-ben 89 országból körülbelül 1300 család), amelyek ingyenesen vendégül látnak utazó eszperantistákat. 2009-től a lista letölthető az Internetről, de a listát nyomtatva is kiadják.

#### Kutatás és könyvtárak

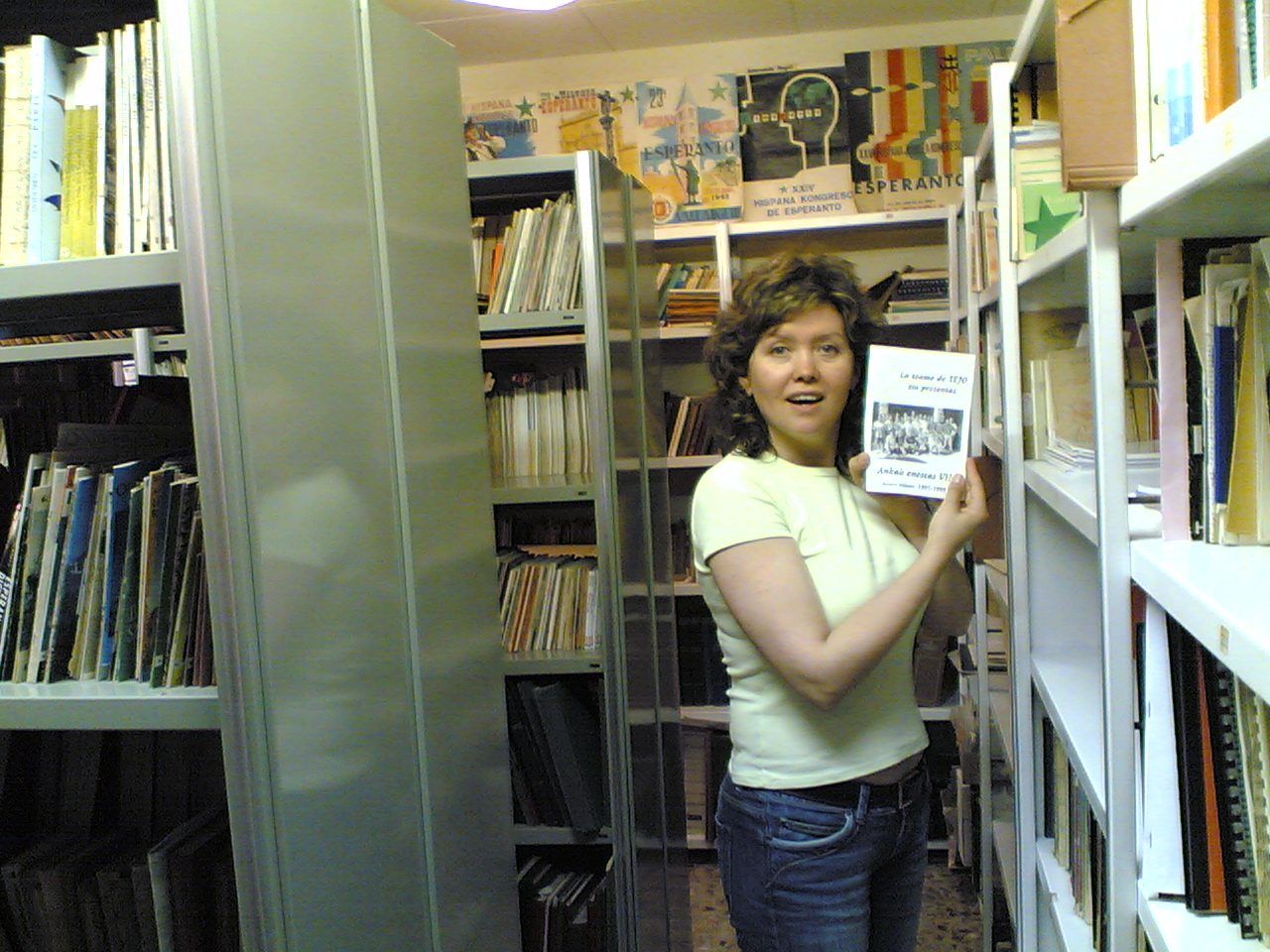
A Subirats eszperantómúzeumának könyvtára több mint 10 000 könyvet és 13 000 évfolyamnyi eszperantó újságot tartalmaz

Több egyetemen a nyelvtudományi kurzusok része az eszperantó, és vannak eszperantó szakok is. Az Eötvös Loránd Tudományegyetemnek van Eszperantológia szekciója az Általános és Alkalmazott Nyelvészet Tanszéken, és Poznañban az Adam Mickiewicz Egyetemnek posztgraduális képzése interlingvisztikából. Az Amerikai Egyesült Államokban a Modern Nyelvek Szövetsége évente több mint 300 szakcikket regisztrál az eszperantóról. Nagy-Britannia Eszperantószövetségének könyvtára több mint 20 ezer elemet tartalmaz. Világszerte jelentős archívum és kutatási központ Centro de Dokumentado kaj Esploro pri la Lingvo Internacia (CDELI), ami Svájcban La Chaux-de-Fonds könyvtárának része. Nemcsak eszperantóul, hanem más mesterséges nyelveken megjelent kiadványokat is tartalmaz. A CDELI emellett kurzusokat és szemináriumokat is szervez. További nagy könyvtárak Rotterdamban a Nemzetközi Eszperantószövetség Hector Hodler Könyvtára, Alenban a Német Eszperantó Könyvtár vagy Bécsben az Eszperantómúzeum és Mesterséges Nyelvek Gyűjteménye, ami az Osztrák Nemzeti Könyvtár része. A bécsi és az aleni könyvtárak Interneten keresztül is szolgáltatnak adatokat, és lehetővé teszik a nemzetközi kölcsönzést.

#### Közösségek
Eszperantó nyelvű közösségek működnek különféle szakmák számára, így orvosok, írók, zenészek, vasutasok, kutatók és mások számára. Folyóiratokat jelentetnek meg, konferenciákat szerveznek, és segítenek terjeszteni a nyelvet, fejlesztik a szaknyelvet. A Nemzetközi Tudományos Akadémia (AIS) egyetemi szinten támogatja az együttműködést. Eredeti cikkek, művek és fordítások jelennek meg csillagászatból, informatikából, botanikából, kémiából, jogból és filozófiából. 2009-ben a Nemzetközi Eszperantó Szövetség kiadta Darwintól a Fajok eredetét eszperantóul, ezzel megkezdve a Scienca Penso sorozatot, ami a tudományok klasszikusainak műveit tartalmazza eszperantóul. További nemzetközi szövetségek is léteznek, például macskakedvelők, cserkészek, sakkozók, gózók és vakok számára. A Nemzetközi Eszperantószövetség ifjúsági tagozata az Ifjúsági Eszperantista Világszövetség, ami nemzetközi találkozókat szervez és kiadványokat jelentet meg. Léteznek vallási szövetségek is, buddhisták, sintoisták, katolikusok, protestánsok, kvékerek, baháiok, spiritiszták és ateisták számára. A Nemzetek Nélküli Világszövetség különböző munkásmozgalmakkal működik együtt. Emellett sok más nemzetközi szervezet is használja.

#### Kereskedelem
Az eszperantisták közötti kereskedelem sokáig szórványos volt. A Nemzetközi Kereskedelmi és Gazdasági Szakszövetség (IKEF) elnöke WANG Tian-Yi (2013). A francia kereskedelmi kamara kutatásai szerint az eszperantó a legalkalmasabb nyelv a nemzetközi kereskedelem számára (1921). A New York Times ezt újra megjelentette 2012-ben.

### Statisztikák
A nemzetközi kommunikációban az eszperantó az 50. leggyakoribb nyelv. 2015 júniusában a 32. legnagyobb Wikipédia az eszperantó volt, és a látogatások száma szerint a 43. leggyakoribb.
Litvániában és Magyarországon a lakosság által beszélt 16. nyelv. A kínai kormány hivatalos oldala 10 nyelven érhető el, és ezek egyike az eszperantó. 2012-ig a pápa 60 nyelven köszöntötte a Várost és világot, köztük eszperantóul is. Ott van a Google 41 keresőnyelve és a Google Translate 60 nyelve között.
Különböző helyeken jobb és rosszabb helyet is elfoglal: a Tatoeba frázis- és fordításgyűjteményében 223 000 mondattal az angol után a második helyet foglalja el.[forrás?] Magyarországon 2004-ig az angol és a német után a leggyakoribb vizsganyelv volt.
A nemzeti nyelvekhez képest beszélői számához viszonyítva rosszabb helyzetben van. Azok között a nyelvek között, amin van Wikipédia, folyékony beszélői száma szerint a 165. helyen szerepel. Ez azonban keveset számít, mivel a nemzetközi kommunikáció támogatása a nyelv célja.
Az eszperantó használata az angoléhoz képest 1:1000. Például az eszperantó és az angol Wikipédia oldalainak látogatottsága 1:1060 volt 2012 júliusában. Litvániában a két nyelv beszélőinek aránya 1:700 volt 2001-ben a népszámlálás szerint. 2006-ban a kiadott könyvek száma szerint az arány 1:4000 volt.
Azok között, akik beszélnek egy másik mesterséges nyelvet, a 2001-es magyar és a 2011-es orosz népszámlálás szerint 99% beszél eszperantóul is.

## Speciális jellemzők
A szóképzés termékenysége miatt már a nyelvtanulás korai szakaszában lehetővé teszi az árnyalt kifejezésmódot. A gyors eredmények fenntartják, sőt táplálják a nyelvtanuló motivációját a tanulásra. Mindemellett lehetnek benne olyan részek, amelyek megértésén többet kell gondolkodni, vagy nehezebb megjegyezni. Például egy ázsiai tanulónak kevésbé ismerősek maguk a szavak, habár a szóalkotás módjai már ismerősebbek.
A nyelvtanuló számára a képzőrendszer és erős motiváció miatt is a nemzeti nyelvek tanulásához szükséges időhöz képest idő töredékét igényli. Például eléri azt a szintet néhány hónap alatt, amit angolból vagy franciából néhány év alatt. Zamenhof első könyve, az „Unua Libro” 16 nyelvtani szabályt mutatott be, nem részletezve a nyelvhasználat összes részletét. Ezt a nyelvtant a „Fundamento de Esperanto” is átvette, és az első nemzetközi kongresszus rögzítette, 1905-ben. Azóta Fundamento néven ismert, és ez biztosítja a nyelv folytonosságát.

## Szókincs
Az eszperantó tőszavak legnagyobb része más nyelvekből származik. A legtöbb szó forrása az újlatin nyelvek (kb. 75%, főleg a francia, de az olasz is), a görög (13%), a germán nyelvek (10%, angol, német), valamint a szláv nyelvek (1%, orosz, lengyel). A nemzetköziség jegyében sok nemzetközi szógyököt is átvett Zamenhof.

### Példák
- Latin és utódnyelvei:
  - latin nyelv: abio, akvo, okulo, sed, tamen
  - francia nyelv: butiko, ĉe, ĉevalo, dimanĉo, fermi, frapi
  - olasz nyelv: ĉielo, fari, voĉo
  - portugál nyelv: saŭdado
  - több: facila, fero, tra, verda
- Germán nyelvek:
  - német nyelv: baldaŭ, bedaŭri, haŭto, hundo, jaro, nur
  - angol nyelv: ŝi, birdo, mitingo, spite, suno, ŝarko, teamo
  - svéd nyelv: ju … des
  - több: bildo, fiŝo, fremda, grundo, halti, hasti, hundo, ofta, somero, ŝipo, vintro
- Szláv nyelvek:
  - lengyel nyelv: celo, ĉu, krado, luti, moŝto
  - orosz nyelv: barakti, serpo, vosto
  - több: klopodi, krom, prava
- Egyéb indoeurópai nyelvek:
  - görög nyelv: hepato, kaj, biologio, politiko, katolikoso
  - litván nyelv: du, tuj
  - szanszkrit nyelv: budho, nirvano, pado
  - örmény nyelv: gavito, ĥaĉkaro
- Uráli nyelvcsalád, finnugor nyelvek:
  - számi nyelv: boaco, jojko, samea
  - finn nyelv: lirli, saŭno
  - magyar nyelv: cinci, ĉako, ĉardo, ĉardaŝo, ĉuro
- Afroázsiai nyelvcsalád:
  - héber nyelv: kabalo
  - arab nyelv: kadio, kaido, magazeno, matraco, admiralo
- Más nyelvek
  - japán nyelv: cunamo, hajko, haŝio, ĵudo, noo, sakeo, utao, zeno
  - kínai nyelv: maĝango, toŭfuo
  - koreai nyelv: kimĉio, makolio, tekvondo
  - hawaii nyelv: ukulelo, vikio
  - maori nyelv: keo, kivio

### A szóválasztás elvei
A hét legtöbb napja a franciából származik (dimanĉo, lundo, mardo…; de a sabato a héberből, olasz közvetítéssel), és a legtöbb testrész a latinból és utódnyelveiből (hepato, okulo, brako, koro, reno…). Az időegységek neve a németből lett átvéve, de több más germán nyelvre is gondolva (jaro, monato, tago…). Az állatok és a növények többnyire tudományos nevüket kapták.
Ahogy a fentiekből látható, több szót több más nyelvre is vissza lehet vezetni, ahogy azt Ebbe Vilborg etimológiai szótára (Etimologia Vortaro de Esperanto) is írja:
- abdiki angol, francia, olasz és latin
- abituriento németből és oroszból
- ablativo angol, latin, francia, olasz, spanyol, de más nyelvek nyelvészete is ismeri
- funto lengyel, orosz, jiddis és német
- ŝnuro német, cseh és lengyel

Zamenhof a kis alapszókincs mellett gazdag képzőrendszerről is gondoskodott, amivel képezhető a legtöbb szükséges szó. Ugyanakkor bírálták is választásai miatt, mivel inkább saját szóképzését részesített előnyben (malsanulejo a hospitalo helyett), emiatt egyes elvárt idegen szavakat utólag adtak a nyelvhez.
Habár Zamenhof arra törekedett, hogy a szókincs lehetőleg nemzetközi legyen, mégis inkább Európa-központú maradt. Más mesterséges nyelvekkel szemben azonban ezt a nyelvtannal igyekezett kiegyensúlyozni, amin sokat fáradozott. A nyelvtani funkciókkal bíró és képzőként is szereplő gyökök a szótárban is megjelennek, így segítve a szöveg megértését a nyelvtan ismerete nélkül. Ezeket a szavakat európai formára hozta a szóvégződésekkel együtt, hogy az európaiaknak ne kelljen törődniük a nyelvtan nem európai sajátosságaival.

### Belső keletkezésű szavak
Ahogy a természetes nyelveknek, az eszperantónak is vannak belső keletkezésű szavai. Néhány ilyet még Zamenhof talált ki, legtöbbjük a nyelv élete során keletkezett. Ezek egy részét ritkábban, más részét gyakrabban használják.
Példák: aliĝilo, edzo, espo (szleng az eszperantóra), ĝi, kabei, nifo (az angol UFO eszperantósítása), pli, plej, ujo, zamenhofa.
Ide számíthatók a tabellaszavak (az orosz vonatkozó névmások szabályossága alapján), továbbá a képzők önálló szóként való használata (igi, ilo, ree, umi és a többi).
Néha előfordulnak a fundamentális szabályokat megsértő szóalkotások is, mint aliel, alies, -iĉ-, kaŭ (= kaj + aŭ), és ri. Egyes reformjavaslatok tudatosan szegik meg az eszperantó alapszabályait.
Sajátos, eszperantóra jellemző, átvitt értelemben is használt szavak: fundamento, memzorganto, necesejo, aligatori, kajmani, krokodili, krokodilo, fina venko, verda, verdo.

## Nyelvtan

### Az eszperantó betű- és hangrendszere
Az eszperantó ábécé 28 betűből áll:
A mássalhangzók nevét mint főnevet az -o végződéssel képezzük: bo, co, do stb.
Az ŭ csak az aŭ, eŭ betűkapcsolatokban szerepelhet, önálló szótagot nem alkot.
A magyartól eltérő betűk a következők:
| - a – rövid á, mint a magyar palócok kiejtésében - ĉ – magyar cs - e – a magyar e és é közötti hang (az e-nél zártabban, de az é-nél nyíltabban kell ejteni) - ĝ – magyar dzs - ĥ – mint az Ahmed H-ja vagy a Bach név ch-ja; ritkán használt, eltűnőben lévő hang - ĵ – magyar zs - s – magyar sz - ŝ – magyar s - ŭ – félhangzós u, megegyezik az angol w ejtésével; önállóan nem fordul elő |

Az eszperantó fonémikus nyelv, egy hangnak egy betű felel meg, és fordítva, habár megengedett, hogy a ĥ betűt k-nak vagy kh-nak ejtsék.
Érdemes megfigyelni, hogy a mellékjeles betűkön nem lefelé mutató hacsek jel (ˇ) van, mint a latin írású szláv nyelvekben, hanem fölfelé mutató ún. kalap (ˆ – circumflex): ĉ, ĝ, ĥ, ĵ, ŝ. Az egyetlen kivétel az ŭ betű, amelyen a jel lefelé mutat.
Zamenhof eszperantó nyelvtant leíró, 1887-ben megjelent Első könyvében (Unua libro) szerepel egy kitétel, amely szerint azok a nyomdák, amelyek nem képesek a mellékjeles betűket ábrázolni, azokat egy módosító h betoldásával (ch, gh, hh, jh, sh), illetve az ŭ betű u-ra cserélésével helyettesíthetik. Az 1990-es években, a számítógépek elterjedésével azonban inkább a módosító x használata vált népszerűvé (cx, gx, hx, jx, sx, ux). Több fórumon tárgyalták ezeknek és egyéb, kevésbé ismert átírási módszereknek az előnyeit és hátrányait. A 2000-es évek eleje óta az elterjedt számítógépes rendszerek tartalmazzák az eszperantó speciális karaktereit is, ezért az újonnan publikált szövegekkel kapcsolatban ez a probléma nem merül fel.
Eszperantó nyelvű weboldalakon bevitelre inkább az x-rendszert használják, a weboldal pedig kalapos betűket jelenít meg. Az x-rendszer egyértelműbb, a h-rendszer olvashatóbb, különösen a kezdők számára; habár ma már a programok képesek felismerni a más célból egymás mellé került betűket. Az x-rendszer hátránya, hogy nehézséget okoz azoknak az idegen szavaknak, tipikusan neveknek a bevitele, amelyek tartalmazzák az x-et. Ilyenkor két x-et kell írni, hogy egy látszódjon.
A speciális karakterek bevitelére több lehetőség nyílik: a telepítéskor kiválasztható billentyűzet (pl. GNOME vagy KDE felületű rendszereken), az operációs rendszerbe beépülő billentyűkonverzió (pl. SCIM Linux, FreeBSD és egyéb Unix rendszereken), letölthető konvertáló program (pl. Windows), illetve internetes konvertáló. A billentyűzetek a QWERTY kiosztáson alapulnak, lecserélve az eszperantóban nem szereplő betűket; az egyéb beviteli módszerek használata során a felhasználó általában az x-es helyettesítéssel írja be a szöveget, amelyet a program átfordít a megfelelő karakterekre.

### Az alapnyelvtan
Az eszperantó alapnyelvtan 16 egyszerű szabályból áll, amelyet az eszperantó nyelv alapjának neveznek (Fundamento), s ezekhez minden újító törekvés mellett is igyekeznek ragaszkodni:

#### Névelők
| 1. A határozott névelő a la, mely azonos minden nemben, esetben és számban: la domo (a ház) A határozatlan névelőt úgy fejezzük ki, hogy nem tesszük ki a la határozott névelőt (nincs jelölve, zéró morféma): domo (ház, egy ház) |

#### Főnevek
| 2. A főnévnek -o végződése van. Többes szám képzésekor a -j járul hozzá. Csak két esete van: alany- és tárgyeset; ez utóbbit az -o és -oj végződéshez toldott -n végződéssel kapjuk. A többi esetet elöljárókkal fejezzük ki (birtokos eset: de; részes eset: al; eszközhatározói eset: per). Példák: Mi vidas domon/domojn. – Házat/házakat látok. la domo de la patro – az apa háza Mi helpas al la patro. – Segítek az apának. Mi skribas per krajono. – Ceruzával írok. |

#### Melléknevek
| 3. A melléknév -a-ra végződik. Többes szám képzésekor a -j járul hozzá. Csak két esete van: alany- és tárgyeset; ez utóbbit az alanyesetből kapjuk az -n végződés hozzátoldásával. A többi esetet elöljárókkal fejezzük ki (lásd a főnévnél). A középfokot a pli szóval, a felsőfokot a plejjel képezzük. Alapfokú összehasonlításkor a „mint” jelentésű szó „kiel”, középfok esetén „ol”. Például: alta domo – altan domon – altaj domoj – altajn domojn Tiu tablo estas tiel bruna kiel la alia. – Ez az asztal (ugyan)olyan barna, mint a másik. La taksio estas pli rapida ol la tramo. – A taxi gyorsabb, mint a villamos. |

#### Számnevek
| 4. A számnevek nem ragozhatóak. - A tőszámnevek: unu, du, tri, kvar, kvin, ses, sep, ok, naŭ, dek; cent; mil; a miliono, miliardo, biliono, triliono főnévi alakúak. A tízeseket és a százasokat a számnevek egyszerű összetételével képezzük. A főnévi alakúakat és a hozzáadandó számokat különírjuk, a szorzószámokat egybe. Kettőtől a számnévhez tartozó dolgokat többes számban használjuk. 2345678 = du milionoj tricent kvardek kvinmil sescent sepdek ok; du homoj (két ember) - A sorszámnév jelölésére a melléknévi végződést (-a) használjuk: Petro venis la unua. (Péter jött elsőnek.) - A szorzószámnevet az -obl- utóképzővel képezzük: duobla sumo (kétszeres összeg) - A törtszámnevet az -on- utóképzővel képezzük: tri kvaronoj (háromnegyed) - A gyűjtőszámnevet az -op- utóképzővel képezzük: triopa alianco (hármas szövetség) - Az osztószámnevet a po elöljáróval képezzük: po du pomoj (két-két alma) - Ezenkívül lehet használni főnévi és határozói számneveket is: dufoje (kétszer) |

#### Névmások
| 5. Névmások (ragozásuk, mint a főneveké) - Személyes névmások: mi, vi, li/ŝi/ĝi; ni, vi, ili - Visszaható névmás: si - Személytelen névmás: oni - Birtokos névmás: A személyes névmáshoz hozzátesszük a melléknévi -a végződést. oni diras, ke… – azt mondják, hogy… mia domo – az én házam |

A többi névmásokhoz l. A tabellaszavak rendszerét.

#### Igék
| 6. Az ige nem változik személyek és számok szerint, éppen ezért az alany mindig szükséges a mondatban. Az ige alakjai: a jelen idő -as végződést kap, a múlt idő -is, a jövő idő -os, a feltételes mód -us, a felszólító mód -u, a főnévi igenév -i végződésű. A melléknévi és határozói igenevek cselekvő jelen ideje -ant-, múlt ideje -int-, jövő ideje -ont-; szenvedő jelen ideje -at-, múlt ideje -it-, jövő ideje -ot- utóképzőt kap. Minden szenvedő alakot az esti segédige megfelelő alakjával és a szükséges szenvedő melléknévi igenévvel képezzük. A szenvedő szerkezet elöljárója a de. Az ami (szeretni) ragozása: ami amas, amis, amos, amus, amu amanta, aminta, amonta amata, amita, amota estas amata, … La profesoro estas amata de liaj studentoj. – A professzort szeretik a diákjai (a tanár szeretve van a diákok által). |

#### Határozók
| 7. A határozószó végződése -e, fokozása: mint a melléknévnél. La birdo kantas bele. – A madár szépen énekel. |

#### Vonzatok
| 8. Minden elöljáró alanyesetet vonz. Amennyiben az elöljáró helyet és irányt is jelölhet, az irányt a tárgyesettel jelöljük. Mi estas en la domo. – A házban vagyok. Mi iras en la domon. – Megyek a házba. |

#### Kiejtés
| 9. Minden szót úgy olvasunk, ahogy írunk (fonetikus hangjelölés). |

#### Hangsúly
| 10. A hangsúly mindig az utolsó előtti szótagon van. A hangsúlyos nyílt szótag magánhangzója kissé megnyúlik. Egyszótagú szavak sohasem hangsúlyosak. |

#### Szóösszetételek
| 11. Az összetett szavakat a szavak egyszerű kombinációjából kapjuk meg (a főszó a végén áll). Az ejtéskönnyítő végződéseket meghagyhatjuk, de nem szükségszerű. A nyelvtani végződések is önálló szavaknak tekintendőek. Pl.: skribotablo = skrib + o + tablo |

#### Tagadás
| 12. Nincs kettős tagadás: ha a mondatban már van tagadószó, a ne elhagyandó. Mi ne scias. – Nem tudom. Mi nenion scias. – Semmit sem tudok. Vi estas bela knabino. – Te szép lány vagy. Vi ne estas bela knabino. – Te nem vagy szép lány. Ne vi estas bela knabino. – Nem te vagy szép lány (hanem…). Vi estas ne bela knabino. – Te nem szép lány vagy (hanem…). |

#### Irány kifejezése
| 13. A mozgás irányának jelölésére a tárgyeset -n végződése használható. (lásd 8. pont). |

#### Elöljárók
| 14. Minden elöljárónak határozott és állandó jelentése van, de ha olyan elöljárót kell használnunk, amelynek konkrét értelme nem mutatja, hogy melyik a megfelelő, úgy a je elöljárót használjuk, melynek nincs határozott jelentése. A je elöljáró helyett tárgyesetet is lehet használni, elöljáró nélkül. \| - al – -nak, -nek; -hoz, -hez,- höz; felé - anstataŭ – helyett - antaŭ – előtt - apud – mellett - ĉe – -nál, -nél - ĉirkaŭ – körül - da – részelő birtokos: litro da lakto – egy liter tej - de – birtokviszony; szenvedő szerkezet; -tól, -től (hely és idő is) - dum – alatt (idő) - ekster – kívül - el – -ból, -ből - en – -ban, -ben - ĝis – -ig - inter – között - kontraŭ – ellen, szemben \| - krom – kívül (átvitt értelemben, például „rajta kívül”) - kun – -val, -vel (társ) - laŭ – szerint, mentén - malgraŭ – ellenére, dacára - per – -val, -vel (eszköz) - por – -ért, végett - post – után - preter – mellette el - pri – -ról, -ről - pro – miatt - sen – nélkül - sub – alatt {hely} - super – felett - sur – -on, -en, -ön, -n - tra – át - trans – túl \| | |
| - al – -nak, -nek; -hoz, -hez,- höz; felé - anstataŭ – helyett - antaŭ – előtt - apud – mellett - ĉe – -nál, -nél - ĉirkaŭ – körül - da – részelő birtokos: litro da lakto – egy liter tej - de – birtokviszony; szenvedő szerkezet; -tól, -től (hely és idő is) - dum – alatt (idő) - ekster – kívül - el – -ból, -ből - en – -ban, -ben - ĝis – -ig - inter – között - kontraŭ – ellen, szemben | - krom – kívül (átvitt értelemben, például „rajta kívül”) - kun – -val, -vel (társ) - laŭ – szerint, mentén - malgraŭ – ellenére, dacára - per – -val, -vel (eszköz) - por – -ért, végett - post – után - preter – mellette el - pri – -ról, -ről - pro – miatt - sen – nélkül - sub – alatt {hely} - super – felett - sur – -on, -en, -ön, -n - tra – át - trans – túl |

#### Szókincs, szóképzés
| 15. Az úgynevezett idegen szavak, azaz azok a szavak, amelyeket a legtöbb nyelv közös forrásból vett át, a nemzetközi nyelvben változatlanul használhatók, csak ennek a nyelvnek a helyesírását kapják. A több egygyökű szó helyett helyesebb a fundamentális szót használni, és a többit az utóbbiakból képezni a nemzetközi nyelv szabályai szerint, például: hospitalo – malsanulejo (kórház) |

#### Egyszerűsítés
| 16. A főnév és a névelő utolsó hangzója elhagyható, és hiányjellel helyettesíthető. Ilyenkor a névelő l hangját az előtte álló szóhoz olvassuk, például: granda dom’, de: grandan domon; Tragedio de l’Homo |

## Alapszótár
Az alapszótár nem kész szavakból, hanem szóelemekből áll. Ezek: szótövek, elő- és utóképzők, szó- és kategóriaképző végződések.

### A tabellaszavak rendszere
Az ún. tabellaszavak a névmások kifejezésére szolgálnak:
| Határozatlan: — Kérdő/vonatkozó: k- Mutató: t- Általános: ĉ- Tagadó: nen- | - i - | -o főnév, általános -u főnév, személyes / rámutatás -a melléknévi -es birtok -e hely -al ok -el mód -om szám, mennyiség -am idő |

Példák: kio? – mi?, kiom? – mennyi?, ial – valamiért, neniam – soha, ĉie – mindenütt.
A személyes, a birtokos, a kölcsönös és az általános (személytelen) névmások kifejezését l. az alapnyelvtan 5. pontja alatt. A visszaható névmás helyett sokszor elegendő a személyes névmás, például Mi lavas min (mosakszom), hangsúlyozva a mem szócskát lehet kitenni (saját maga).
Ha nem kiegészítendő, hanem eldöntendő kérdést teszünk fel, a ĉu kérdőszó használatos: Ĉu vi parolas Esperante? – „Beszél ön eszperantóul?”

## A képzők rendszere

### Bemutatás: egy szóból ötvenet
Zamenhof az alábbi listával mutatta be az eszperantó nyelv képzési lehetőségeit:
| - 1 – sana – egészséges - 2 – sano – egészség - 3 – sane – egészségesen - 4 – sani – egészségesnek lenni - 5 – sanu – légy egészséges - 6 – saniga – gyógyító - 7 – saneta – kissé egészséges - 8 – sanega – makkegészséges - 9 – sanigi – gyógyítani - 10 – sanigo – gyógyítás - 11 – saniĝi – gyógyulni - 12 – saneco – egészség - 13 – sanulo – egészséges ember - 14 – sanulino – egészséges nő - 15 – sanigebla – gyógyítható - 16 – resanigi – meggyógyítani - 17 – resaniĝi – meggyógyulni - 18 – sanilo – gyógyszer, gyógyeszköz - 19 – sanisto – gyógyász - 20 – sanigante – gyógyítva - 21 – saniginte – miután meggyógyította - 22 – sanigonte – ha majd meggyógyítja - 23 – sanigata – gyógyítás alatt álló - 24 – sanigita – meggyógyított (például ember) - 25 – sanigota – akit majd meggyógyítanak | - 26 – saniganta – gyógyító (aki most gyógyít) - 27 – saniginta – aki korábban gyógyított - 28 – sanigonta – aki majd gyógyítani fog - 29 – nesana – nem egészséges - 30 – malsana – beteg - 31 – malsano – betegség - 32 – malsane – betegen - 33 – malsani – betegnek lenni - 34 – malsaniga – ártalmas, betegséget okozó - 35 – malsaneta – kissé beteg, gyengélkedő - 36 – malsanega – súlyos beteg - 37 – malsanigi – beteggé tenni, megbetegíteni - 38 – malsaniĝi – megbetegedni - 39 – malsaneco – betegség - 40 – malsanulo – beteg ember - 41 – malsanulino – beteg nő - 42 – nesanigebla – gyógyíthatatlan - 43 – remalsaniĝi – újra megbetegedni - 44 – malsanema – beteges, betegségre hajlamos - 45 – malsanemulo – beteges ember - 46 – malsanemulino – beteges nő - 47 – malsanulejo – kórház - 48 – malsanuleja – kórházi - 49 – malsanularo – betegek összessége - 50 – malsanulido – beteg utódja |

A sort természetesen lehet folytatni, és más szavakra is alkalmazható (például nagy, nagyság, nagyobbítani, nagyobbodni stb.).
Mindezekből látható, hogy a képzési szabály ismeretében az eszperantóban elegendő egy kisebb szókincset elsajátítani, mivel számos rokon fogalmat ugyanabból a tőből lehet képezni.

### Képzők listája
| Főnévképzők | Egyéb képzők |
| --- | --- |
| Főnévi előképzők - bo- – sógorsági viszonyt (házasság által létrejött rokoni kapcsolatot) fejez ki: bopatro – bopatrino (após – anyós); önállóan: boa (sógor(ság)i (kapcsolat)) - ge- – különböző neműek társító képzője: patro + patrino = gepatroj (szülők) - pra- – ős-, déd-, ük-: prahomo (ősember); önállóan: praa (ősi) - eks- – volt, lemondott, ex: eksministro (exminiszter), eksmoda (divatjamúlt); önállóan: eks! (le vele!), eksa (volt) Főnévi utóképzők - -aĵ- – konkrét dolgot, anyagot jelentő szót képez: lakto – laktaĵo (tej – tejtermék) - -an- – tag, lakos: urbo – urbano (város – városi ember), klubo – klubano (klub – klubtag); önállóan: ano = membro (tag) - -ar- – csoportképző (latin -arium): vorto – vortaro (szó – szótár); önállóan: aro (csoport) - -ec- – elvont fogalmat képez: beleco (szépség) - -ej- – helyiségképző: vendi – vendejo (vásárolni – bolt); önállóan: ejo (helyiség) - -er- – az egész részének kifejezése: pano – panero (kenyér – morzsa); önállóan: ero (parány, részecske) - -estr- – vezető, parancsnok, főnök: urbo – urbestro (város – polgármester); önállóan: estro (vezető), estri (vezetni) - -id- – utód, leszármazott, szülött, ivadék: kokido (csirke); önállóan: ido (utód) - -il- – eszköz, szerszám-képző: flugi – flugilo (repülni – szárny); önállóan: ilo = instrumento (szerszám, eszköz) - -in- – nőnemű pár, nőstény: patro – patrino (apa – anya); önállóan: ino (nőstény), ina (nőnemű) - -ing- – tok, hüvely (olyan tartót jelent, mely nem fedi teljesen a tárgyat): kandelo – kandelingo (gyertya – gyertyatartó) - -ism- – tan, mozgalom, rendszer megjelölése: vegetarismo (vegetarianzmus) - -ist- – foglalkozást jelöl, továbbá valamilyen „-izmus” követőjét: maro – maristo (tenger – tengerész), esperantisto (eszperantista) - -uj- – tok, tartó-képző: salo – salujo (só – sótartó); önállóan: ujo (tartó, tok) - -ul- – személy, amelyre a gyökfogalom jellemző: avara – avarulo (fösvény – a fösvény); önállóan: ulo (egyén, alak) | Melléknévi előképzők - mal- – ellentétképző: bona – malbona (jó – rossz); önállóan: mala (ellentétes); Főnévvel és igével is állhat: amiko – malamiko (barát – ellenség); fermi – malfermi (bezár – kinyit) Melléknévi utóképzők - -ebl- – lehetőség kifejezésére: vidi – videbla (látni – látható); önállóan: ebla (lehetséges), eble (talán) - -em- – a gyökben kifejezett fogalom iránti hajlamot fejezi ki: timi – timema (félni – félénk) - -end- – -andó, -endő: legi – legenda (olvasni – olvasandó) - -esk- – -os, -es, -szerű: hungara – hungareska (magyar – magyaros) - -ind- – valamire méltó: legi – leginda (olvasni – olvasásra méltó) |
| Főnévi előképzők - bo- – sógorsági viszonyt (házasság által létrejött rokoni kapcsolatot) fejez ki: bopatro – bopatrino (após – anyós); önállóan: boa (sógor(ság)i (kapcsolat)) - ge- – különböző neműek társító képzője: patro + patrino = gepatroj (szülők) - pra- – ős-, déd-, ük-: prahomo (ősember); önállóan: praa (ősi) - eks- – volt, lemondott, ex: eksministro (exminiszter), eksmoda (divatjamúlt); önállóan: eks! (le vele!), eksa (volt) Főnévi utóképzők - -aĵ- – konkrét dolgot, anyagot jelentő szót képez: lakto – laktaĵo (tej – tejtermék) - -an- – tag, lakos: urbo – urbano (város – városi ember), klubo – klubano (klub – klubtag); önállóan: ano = membro (tag) - -ar- – csoportképző (latin -arium): vorto – vortaro (szó – szótár); önállóan: aro (csoport) - -ec- – elvont fogalmat képez: beleco (szépség) - -ej- – helyiségképző: vendi – vendejo (vásárolni – bolt); önállóan: ejo (helyiség) - -er- – az egész részének kifejezése: pano – panero (kenyér – morzsa); önállóan: ero (parány, részecske) - -estr- – vezető, parancsnok, főnök: urbo – urbestro (város – polgármester); önállóan: estro (vezető), estri (vezetni) - -id- – utód, leszármazott, szülött, ivadék: kokido (csirke); önállóan: ido (utód) - -il- – eszköz, szerszám-képző: flugi – flugilo (repülni – szárny); önállóan: ilo = instrumento (szerszám, eszköz) - -in- – nőnemű pár, nőstény: patro – patrino (apa – anya); önállóan: ino (nőstény), ina (nőnemű) - -ing- – tok, hüvely (olyan tartót jelent, mely nem fedi teljesen a tárgyat): kandelo – kandelingo (gyertya – gyertyatartó) - -ism- – tan, mozgalom, rendszer megjelölése: vegetarismo (vegetarianzmus) - -ist- – foglalkozást jelöl, továbbá valamilyen „-izmus” követőjét: maro – maristo (tenger – tengerész), esperantisto (eszperantista) - -uj- – tok, tartó-képző: salo – salujo (só – sótartó); önállóan: ujo (tartó, tok) - -ul- – személy, amelyre a gyökfogalom jellemző: avara – avarulo (fösvény – a fösvény); önállóan: ulo (egyén, alak) | Igei előképzők - dis- – szét-: doni – disdoni (adni – szétosztani) - ek- – a cselekvés megkezdését jelzi: iri – ekiri (menni – elindulni); önállóan: ek! (rajta!) - mis- – rosszul-, félre-: kompreni – miskompreni (érteni – félreérteni); önállóan: misa (téves, helytelen) - re- – újra, vissza: doni – redoni (adni – visszaadni) Igei utóképzők - -ad- – gyakorító képző, tartós cselekményt fejez ki: sidi – sidadi (ülni – üldögélni); főnévi végződéssel a cselekvés folyamatát jelenti: kuri – kurado (futni – futás) - -ig- – valamit valamilyenné tenni: blanka – blankigi (fehér – fehéríteni) - -iĝ- – valamilyenné válni: blanka – blankiĝi (fehér – fehéredni) - -iv- – valamire képes: krei – kreiva (terment, csinál – kreatív (teremtésre képes)) |
| Főnévi előképzők - bo- – sógorsági viszonyt (házasság által létrejött rokoni kapcsolatot) fejez ki: bopatro – bopatrino (após – anyós); önállóan: boa (sógor(ság)i (kapcsolat)) - ge- – különböző neműek társító képzője: patro + patrino = gepatroj (szülők) - pra- – ős-, déd-, ük-: prahomo (ősember); önállóan: praa (ősi) - eks- – volt, lemondott, ex: eksministro (exminiszter), eksmoda (divatjamúlt); önállóan: eks! (le vele!), eksa (volt) Főnévi utóképzők - -aĵ- – konkrét dolgot, anyagot jelentő szót képez: lakto – laktaĵo (tej – tejtermék) - -an- – tag, lakos: urbo – urbano (város – városi ember), klubo – klubano (klub – klubtag); önállóan: ano = membro (tag) - -ar- – csoportképző (latin -arium): vorto – vortaro (szó – szótár); önállóan: aro (csoport) - -ec- – elvont fogalmat képez: beleco (szépség) - -ej- – helyiségképző: vendi – vendejo (vásárolni – bolt); önállóan: ejo (helyiség) - -er- – az egész részének kifejezése: pano – panero (kenyér – morzsa); önállóan: ero (parány, részecske) - -estr- – vezető, parancsnok, főnök: urbo – urbestro (város – polgármester); önállóan: estro (vezető), estri (vezetni) - -id- – utód, leszármazott, szülött, ivadék: kokido (csirke); önállóan: ido (utód) - -il- – eszköz, szerszám-képző: flugi – flugilo (repülni – szárny); önállóan: ilo = instrumento (szerszám, eszköz) - -in- – nőnemű pár, nőstény: patro – patrino (apa – anya); önállóan: ino (nőstény), ina (nőnemű) - -ing- – tok, hüvely (olyan tartót jelent, mely nem fedi teljesen a tárgyat): kandelo – kandelingo (gyertya – gyertyatartó) - -ism- – tan, mozgalom, rendszer megjelölése: vegetarismo (vegetarianzmus) - -ist- – foglalkozást jelöl, továbbá valamilyen „-izmus” követőjét: maro – maristo (tenger – tengerész), esperantisto (eszperantista) - -uj- – tok, tartó-képző: salo – salujo (só – sótartó); önállóan: ujo (tartó, tok) - -ul- – személy, amelyre a gyökfogalom jellemző: avara – avarulo (fösvény – a fösvény); önállóan: ulo (egyén, alak) | Több szófajnál használatos utóképzők - -et- – kicsinyítő képző: rivero – rivereto (folyó – patak) - -eg- – nagyító képző: rivero – riverego (folyó – folyam) - -aĉ- – silányító képző: ridi – ridaĉi (nevetni – röhögni), ĉevalo – ĉevalaĉo (ló – gebe) - -um- – határozatlan jelentésű utóképző: kolo – kolumo (nyak – gallér), brako – brakumi (kar – ölelni) |

## Példaszöveg
Ĉiuj homoj estas denaske liberaj kaj egalaj laŭ digno kaj rajtoj. Ili posedas racion kaj konsciencon, kaj devus konduti unu al alia en spirito de frateco.
Minden emberi lény szabadon születik és egyenlő méltósága és joga van. Az emberek, ésszel és lelkiismerettel bírván, egymással szemben testvéri szellemben kell hogy viseltessenek. (Az emberi jogok egyetemes nyilatkozatának 1. cikke; az eszperantó szövegben ’kell’ helyett a ’kellene’ alak szerepel.)

## Alapmondatok
Néhány hasznos szó és mondat IPA átírással együtt:
| Magyar                        | Eszperantó                       | IPA                                             |
| ----------------------------- | -------------------------------- | ----------------------------------------------- |
| Szia                          | Saluton                          | [sa.ˈlu.ton]                                    |
| Igen                          | Jes                              | [ˈjes]                                          |
| Nem                           | Ne                               | [ˈne]                                           |
| Jó reggelt!                   | Bonan matenon                    | [ˈbo.nan ma.ˈte.non]                            |
| Jó estét!                     | Bonan vesperon                   | [ˈbo.nan ves.ˈpe.ron]                           |
| Jó éjszakát!                  | Bonan nokton                     | [ˈbo.nan ˈnok.ton]                              |
| Viszontlátásra/Viszlát!       | Ĝis (la) revido                  | [ˈdʒis (la) re.ˈvi.do]                          |
| Hogy hívnak?                  | Kio estas via nomo?              | [ˈki.o ˌes.tas ˌvi.a ˈno.mo]                    |
| Az én nevem Márk.             | Mia nomo estas Marko             | [ˌmi.a ˈno.mo ˌes.tas ˈmar.ko]                  |
| Hogy vagy?                    | Kiel vi fartas?                  | [ˈki.el vi ˈfar.tas]                            |
| Jól vagyok.                   | Mi fartas bone                   | [mi ˈfar.tas ˈbo.ne]                            |
| Beszélsz eszperantóul?        | Ĉu vi parolas Esperante?         | [ˈtʃu vi pa.ˈro.las ˌes.pe.ˈran.te]             |
| Nem értelek.                  | Mi ne komprenas vin              | [mi ˌne kom.ˈpre.nas ˌvin]                      |
| Jól van.                      | Bone                             | [ˈbo.ne]                                        |
| Oké                           | Ĝuste                            | [ˈdʒus.te]                                      |
| Köszönöm szépen.              | Dankon                           | [ˈdan.kon]                                      |
| Szívesen.                     | Ne dankinde                      | [ˌne.dan.ˈkin.de]                               |
| Kérem szépen!                 | Bonvolu                          | [bon.ˈvo.lu]                                    |
| Bocsánat!                     | Pardonu min                      | [par.ˈdo.nu ˈmin]                               |
| Egészségedre! (Tüsszentéskor) | Sanon!                           | [ˈsa.non]                                       |
| Gratulálok!                   | Gratulon                         | [ɡra.ˈtu.lon]                                   |
| Szeretlek                     | Mi amas vin                      | [mi ˈa.mas ˌvin]                                |
| Egy sört kérek szépen.        | Unu bieron, mi petas             | [ˈu.nu bi.ˈe.ron, mi ˈpe.tas]                   |
| Hol találom a WC-t?           | Kie estas la necesejo?           | [ˈki.e ˈes.tas ˈla ˌne.tse.ˈse.jo]              |
| Mi az?                        | Kio estas tio?                   | [ˈki.o ˌes.tas ˈti.o]                           |
| Az egy kutya.                 | Tio estas hundo                  | [ˈti.o ˌes.tas ˈhun.do]                         |
| Szeretni fogunk!              | Ni amos!                         | [ni ˈa.mos]                                     |
| Békét!                        | Pacon!                           | [ˈpa.tson]                                      |
| Kezdő vagyok eszperantóból.   | Mi estas komencanto de Esperanto | [mi ˈes.tas ˌko.men.ˈtsan.to de ˌes.pe.ˈran.to] |

## Nyelvfejlődés
Habár az eszperantóról hamarosan lehetett tudni, hogy alkalmas a nemzetközi érintkezésre, történetének egyik szakasza sem nélkülözte a reformjavaslatokat. Az ido nyelv 1908-ban jelent meg. Az eszperantó azóta is radikális változások nélkül, folyamatosan és az élő nyelvekre jellemző ütemben változik. Van, hogy észre sem veszik, máskor élénk beszélgetés tárgyává válik. A szókincs általános bővülése mellett ezek figyelhetők meg:
- rövidítés, például spontana a spontanea helyett
- szavak helyettesítése, például kanono a pafilego helyett
- a szókincs árnyalása, például az eredeti bleki (állathangot ad ki) mellé fajra jellemző hangutánzók alkotása hangutánzással
- rokon értelmű szavak elkülönülése: plaĝo (tengerparti strand), strando (természetes partvonal)
- a ĥ kiejtése k, az eredeti ch helyett, különösen r után
- országnevek képzése -io képzővel, -ujo helyett (kivételek vannak, például Polujo)
- gyakoribb átképzés határozószavakká, például lastatempe <- en la lasta tempo, aviadile <- per aviadilo, haste kaj laste <- hastante kaj kiel la lasta
- a képzők önálló szóként való használata, mint ega, eta, emo, malo, iĝi, estro, estraro, ilo, ilaro, ejo, ismo.

A nyelvi reformok a soc.culture.esperanto hírcsoport gyakori témái. Vannak reformok, amelyek egyes szám harmadik személyben egy semleges személyes névmást (ri, ŝli) vezetnének be, vagy a ĝi névmást használnák ebben a szerepben.

### Az eszperantó és a volapük
L.L. Zamenhof (a nyelv megalkotója) ismerte a volapük nyelvet, már az Unua Libro (az első eszperantó nyelvkönyv) kiadása előtt. A volapük kis részben befolyásolta az eszperantó szókincsét és nyelvtanát is.
Zamenhof tanult a volapük számos hibájából, elismerte erényeit, de keményen meg is kritizálta.

## Beszélők száma
Az eszperantisták száma nem ismert pontosan, csak becslések vannak. Ezt népszámlálások is segítik 2001-től több országban, például Magyarországon és Litvániában. Ekkor Magyarországon 4565, Litvániában 844 eszperantistát számláltak. 2011-ben Oroszországban 992-en jelezték, hogy beszélnek eszperantóul.
A globális becslések 100 ezer és 1,5 millió közé esnek. A nyelv használatának gyakoriságára, illetve szintjére Culbert további becsléseket adott meg. Eszerint 100 ezer rendszeres használó, 500 000 alkalmi használókkal és kétmillió azokkal együtt, akik valaha is használták a nyelvet. Vannak más becslések is, amelyek szerint a nyelvet tanultak teljes létszáma akár tíz millió is lehet, csak a legtöbbjüknek legalább fel kellene frissíteni tudását, mielőtt aktívan használhatnák.
A folyékonyan beszélők számát mindössze néhány tízezerre teszik.
A mesterséges nyelvek között (mint például az interlingva vagy a lojban) az eszperantó a legtöbbet használt és az egyedüli, amit tartósan használnak majdnem minden életszférában. A többi mesterséges nyelv beszélői közül több mint 95% legalábbis ért eszperantóul. Egyes becslések szerint ez az arány 98-99%. 2011-ben Oroszországban a 2011-es népszámlálás szerint a mesterséges nyelvet beszélők 99%-a tudott eszperantóul, a 2001-es népszámlálás szerint 99,5%.

## Mozgalom
Az eszperantó fő szervezete az UEA (Eszperantó Világszövetség, Universala Esperanto-Asocio), ami évtizedek óta az ENSZ tagja. Könyveket, újságokat, folyóiratokat, lemezeket ad ki, többek között évkönyveket az eszperantó szervezetekről és helyi képviselőikről. Az UEA könyvszolgáltatója 2009-ben több mint 5000 címet tartott nyilván. A katalógus kérhető e-mailen vagy a szervezet internetcímén. Az Esperanto-Dokumentoj sorozat megjelenik angol, spanyol, olasz és portugál nyelveken is, tudósítva az eszperantó aktuális helyzetéről szóló kiadványokat. Elérhetők Interneten vagy személyesen Rotterdamban.
Az eszperantó legismertebb jelképe a zöld ötágú csillag. A zöld a reményt, az öt ág az öt lakott kontinenst jelképezi. Ez látható az eszperantó zászlón is. Az eszperantó szimbólumai még az Eszperantó jubileumi szimbólum ill. a La Espero (eszperantó himnusz).

## Nemzetközi támogatás
Az UNESCO két határozatában támogatta az eszperantót (1954, 1985). Ezekben elismerte a nyelv céljait és bátorította használatát. Azonban szemben a latinnal a középkorban, és szemben az angollal a 20-21. században, hiányoznak a tankönyvek a különböző korosztályok számára, amelyek eszperantó nyelven tanítanának különféle tantárgyakat. Az UNESCO kiadványa elérhető eszperantóul is az Interneten.
Más szervezetek is támogatták a nyelvet, például 1980-ban Manilában, a Fülöp-szigetek fővárosában a Világturizmus Szervezet által szervezett Világturizmus Konferencia.
Emellett érdemes megemlíteni az ENSZ, a Népszövetség és több más szervezet több határozatát és javaslatát.

## Kultúra
Az eszperantónak saját kultúrája van, amely hasonlítható az egyes nemzeti kultúrákhoz. Például a gufujo szó egy olyan büfét jelent, ahol alkoholmentes italokat lehet kapni, és találkozóhelyül is szolgál eszperantisták számára.
Az eszperantisták könnyebben beszélgetnek olyan témákról, amelyek nemzeti kultúrákban kényes kérdésnek, érzékeny témának vagy akár tabunak számítanak, mint például politika vagy rasszizmus. Még akkor is, ha ezt nem teszik a saját anyanyelvükön vagy más általuk beszélt nyelven. Emellett fontos témák az olvasás, az oktatás (nem csak az eszperantóé) és a hírek. Továbbá figyelemmel kísérik valaminek világméretűvé válását, aggódnak a kis, kihalóban levő nyelvekért, és érdeklődnek egymás kultúrájáért, különösen azon elemek iránt, amelyek különlegesnek számítanak.
Többségük ellenzi a domináns nyelvek kötelező oktatását, mert helyettük az eszperantó bevezetését tartanák célszerűnek. Több országban, mint Svédországban és Izlandon, az angolt kötelezően tanítják első osztálytól érettségiig. Az eszperantót nem kellene ilyen hosszan tanítani, és elvenni más tárgyaktól az időt, mivel akár egy-két év alatt el lehet érni a kommunikációképes szintet. A saját nyelvüket sem becsülnék le más nyelvekhez képest.
Az eszperantó kultúrában vannak a nyelv szempontjából fontos helyek, akár kisvárosok is, ahol valamikor eszperantó találkozó volt. Vannak elismert hírességek, könyvek, internetes helyek, amelyek eszperantó szempontból fontosak, illetve a kultúra megbecsült alkotásai.

## Nemzetközi munka eszperantóval
Vannak területek, ahol az eszperantó használható munkához. Ide tartoznak a kiadók munkatársai, vagy a turizmus szervezése. További felhasználásáról többet lehet olvasni itt: Petr Chrdle: Profesia uzo de Esperanto kaj ĝiaj specifaj trajtoj (KAVA-PECH, 1995)

## Kritikák
Az eszperantó létrehozásának célja volt, hogy egy mindenki által használható nemzetközi segédnyelvként működhessen. A nemzetközi segédnyelvek használatának ötlete vitatott, ezen túlmenően azonban azt is sokan megkérdőjelezik, hogy az eszperantó alkalmas volna ilyen szerep betöltésére:
- A naturalista nyelvek tervezői szerint nem eléggé európai, ami leginkább a latint és az utódnyelveit illeti.
- A szókincs és a nyelvtan a nagy európai nyelvekre épül, ami a nem európai beszélők számára hátrányt jelenthet.[104]
- Ezzel együtt az is elmondható, hogy az eszperantó ábécéje és nyelvtana Zamenhof anyanyelvére, az oroszra épül, ami még az európai beszélők többségének is problémát okoz. Pl. ennek tudható be, hogy az eredetileg az eszperantó ábécé szerves részét képező ĥ hang mára majdnem teljesen kikopott a nyelvből.[105][106] Az eszperantó természetesen még így is a legkönnyebben tanulható élő nyelv, de messze nem olyan könnyű, mint amennyire lehetne.[107][108]
- A nyelvtani szabályosság érdekében az eszperantó alig használ ejtéskönnyítő magánhangzókat, és az elöljárók sem idomulnak az utánuk következő szavakhoz. Emiatt gyakoriak a nehezen kiejthető hangtorlódások.[106]
- Az eszperantó szókincse nagyobb a szükségesnél. Számos felesleges szótövet csak azért használnak, hogy a nyelv „nemzetközibb” legyen, miközben ezeket a fogalmakat a meglévő szavakból történő szóképzéssel is ki lehetne fejezni.[104][109][110]
- Az eszperantó a nemek kifejezésére alkalmas személyes névmásokat tartalmaz, amelyeknek átgondolását többen is kezdeményezték már, többek között Kalocsay Kálmán és Gaston Waringhien a Plena Gramatiko de Esperanto című művükben. Amikor nőkről, nőstény állatokról vagy általában emberekről van szó, akkor nem kötelező az -in- képzőt használni.[111][112] Ezen a problémán különböző reformok próbálnak segíteni. Míg egyes javaslatok a nemeket még pontosabban leíró további személyes névmások bevezetésére, mások pedig a nemekre vonatkozó személyes névmások megszüntetésére irányulnak. Utóbbi változtatási javaslatok többnyire feminista ihletettségűek; nem logikai és lingvisztikai érvekre, hanem feminista ideológiára illetve a gender-ideológia tárgykörébe tartozó elképzelésekre alapoznak.
- Kritika illeti az -n tárgyrag kötelező használatát és az egyeztetést.
- A kalapos betűket is sokáig kritizálták, mivel ez semmilyen más nyelvben nincs így.
- Gyakran ismétlődik, hogy mivel túl kevesen vannak, nem lehet sehol sem megértetni magunkat eszperantóul.

Jorge Camacho felülvizsgálta Arika Okrent: In the Land of Invented Languages című művében említett kritikákat:
A kalapos betűk; a túlságosan is hasonló hangzású betűnevek; vagy ami ennél is fontosabb, a zavaróan vagy fülhasogatóan ugyanúgy végződő névmások; a nem egyenlőtlen kifejezése; a mal képzővel kezdődő szavak túlzott használata; a relatív és a kérdő tabellaszavak egyezése; az "aŭ" szó többértelműsége; a "patrino" szó, satöbbi.
Általában is kritizálják a mesterséges nemzetközi nyelv alapötletét:
- A nemzetközi segédnyelvnek nincs kultúrája. Ezzel szemben van eszperantó irodalom, és az eszperantista közösségnek vannak hagyományai; többen a kultúrák közötti hídról beszélnek, így maga az eszperantó kultúra is gazdagodhat a különböző kultúrák által.
- A tolerancia a mesterséges nyelvek hibái iránt kisebb, mint a nemzeti nyelvek hibái iránt. Mivel tökéletes mesterséges nyelv nem létezik, emiatt a közönség sosem fog elfogadni egy mesterséges nyelvet közvetítőként.

## Tévhitek és előítéletek
Az alábbiakban a legnépszerűbb eszperantóval kapcsolatos tévedéseket soroljuk fel.

### Használata
Peter Greene angoltanár a Huffington Postban 2014-ben a következőket állította: A latin és az eszperantó szép festékgyűjtemény, amiket elzárnak szekrénybe, hogy nehogy megbolygassák. Ezzel szemben az eszperantó mindennapos használatban beszélt nyelv.

### Élő-e
A nyelvet többen is holtnak nevezték mesterséges eredete miatt (erre majd később adunk példát), azonban a Magyar Tudományos Akadémia Nyelvtudományi Intézete megállapította 2004-ben, hogy élő nyelvről van szó.
Richard Sulik, szlovák közgazdász és politikus 2012-ben a Sternnek adott interjújában kijelentette, hogy az a mesterséges eszperantó nyelv holt.
Philippe Ballard 2016-ban az LCI (La Chaîne Info) televíziónak azt mondta, hogy az eszperantó néhány évtizeddel azelőtt szép halált halt.
A "Die Zeit" egy 2008-ban megjelent cikkében az eszperantóval kapcsolatban kijelentette: A mesterséges nyelvek nem élnek.
Norbert Lammert, német politikus, 2005 és 2017 között a német parlament elnöke, egy rádióinterjúban arról az erőfeszítésről beszélt, ami az élő, történelmileg kialakult nyelvek elé helyez mesterséges nyelveket. Szerinte ez a törekvés nyomorúságosan sikertelen. Ezekkel a mondatokkal nem szerzett népszerűséget az eszperantisták körében.

### Terjedése
Az eszperantó egy közösség nyelve, és egy projekt, hogy az eszperantót általánosan használt világnyelvvé tegye. Általában mindkettőt eszperantónak hívják. A projektről sokan úgy gondolják, hogy teljesen reménytelenné vált, azonban a közösség egyre inkább bővül. 2015-ben Tim Richards a The Sidney Morning Heraldban ezeket nyilatkozta: Amikor fiatal voltam, akkor még nem tudtam, de a jövő nyelve már a múltban csúszott. És: Ahogy az angol versenytársai, mint a francia, úgy az eszperantó népszerűsége is elkerülhetetlenül csökken. Később a Google+-on azt nyilatkozta, hogy jelenleg senki sem várja, hogy az eszperantó lesz az új nemzetközi világnyelv.
Mindeddig senki sem készített olyan hiteles statisztikát, hogy a második világháború előtt többen beszélték volna a nyelvet vagy az eszperantó kultúrája erősebb lett volna. Valószínűbb, hogy ma több a folyékony beszélő, továbbá az eszperantót világszerte több országban terjesztik, és terjed is. Ezzel szemben Tim Richards szintén 2015-ben és szintén a The Sidney Morning Heraldban nyilatkozta, hogy az eszperantó virágkora a 20. század első fele volt, amikor világszerte voltak beszélői, és rendszeres nemzetközi kongresszusokat tartottak.
Egyik oldalról azt állítják, hogy az eszperantó olyan, mintha ma senki sem beszélné. Másik oldalról Európában több helyen is tanítják és használják, mint ahogy azt gondolnád.

### Irodalmi művek
Az eszperantó kezdettől fogva kultúrnyelv, már az Unua libro is tartalmazott három verset. A 20. század kezdete óta vannak további versek, gyerekdalok, viccek, káromkodások és beszédfordulatok a nyelvben. Sokan azonban ezt nem tudják. Wolf Schneider, újságíró és volt angoltolmács, 1994-ben a Neue Zürcher Zeitungban ezt írta: Az eszperantó nyelvben nincsenek versek, gyerekdalok, viccek, káromkodások és beszédfordulatok. A szöveg változatlan formában megjelent az NZZ könyvben és Rowohlt kiadványában.
Évente körülbelül 120 könyv jelenik meg eszperantóul, ez összesen több mint tízezer. Jürgen Trabant német nyelvész azonban 2011-ben azt állította, hogy az eszperantónak nincs irodalma.

### Legendák
J. R. R. Tolkien, aki maga is eszperantista volt, egy 1956-ban kelt levélvázlatában arról írt, hogy a volapük, eszperantó, idó, novial nyelvek nem élnek, mivel alkotójuk nem talált ki hozzájuk legendákat. A szövegben eszperantó-legendák szerepelnek, ami arra utal, hogy nem gondolta végig a mondatot. Nem gondolt arra sem, hogy nemcsak a szerző gondolhat ki hozzá legendákat, hanem az írók, és a nyelv többi használója is. A nyelvet 1907-ben tanulta, írt is rajta, ezek a művei 1909-ben, 1931-ben és 1932-ben jelentek meg.

### Kultúra
Nehéz elképzelni, hogy milliónyi ember száz éven keresztül használ egy nyelvet, és nem hoznak létre közös kultúrát. Ezzel szemben Dieter Huber mainzi professzor, az általános nyelvészeti és alkalmazott nyelvészet tanszék akkori vezetője, 2004-ben ezt nyilatkozta egy tévéadásban: Egy lényeges dolog, ami hiányzik az eszperantóból, a kultúra. Habár egy milliónyian beszélik, hiányzik belőle, hiányzik a kulturális forrás, a kulturális integrálódás. Minden nyelv a kultúrájával él.
Evidens, hogy az eszperantó közösség világszerte elterjedt, a nyelvközösség rendszeresen használja és kultúrát hoz létre. Ezt nem tudta Eugene Nida, amerikai fordításkutató, aki 1997-ben azt állította, hogy az eszperantónak nincs támogató kulturális közössége. Megállapította, hogy a nyelv interaktív jelenség, aminek szüksége van a nyelvhez tartozó kultúra tagjainak állandó részvételére.
2005-ben az Európai Bizottság általánosan megállapította, hogy a mesterséges nyelveknek definíció szerint nincs kultúrájuk, ezért nem javasolja használatukat. Tévesen általánosított néhány nyelvtervezet alapján.
Eleni Mitropoulou, a szemiotika professzora a Limogesi Egyetemen, Franciaországban, 2015-ben elmondta, hogy a nyelvnek kulturális alapokon kell nyugodnia. Viszont azt is állította, hogy az eszperantó sikertelensége is ezt bizonyítja. Nem tudta, hogy az eszperantó terjedőben van, és az eszperantó kultúráról, ami számos nép kultúrájából vett át elemeket, de vannak saját fejleményei is. Azok is tévednek, akik a nyelvet a nagy nyelvek irodalmával hasonlítják össze. Az eszperantó kisebbségi jelenség, helyzete a szórványban élő kisebbségekéhez hasonlít.

### Szójátékok és többjelentésű szavak
Habár a nyelv használói igyekeznek csökkenteni a többjelentésű és az azonos alakú szavak számát, sok szónak mégis több jelentése van. Például a sentema lehet érzékeny, de téma nélküli is. Ezekkel játszanak is a nyelvet jobban ismerők, mint anyanyelvi gyerekek, költők, írók, és a magas szintű beszélők. Wolf Schneider azonban 1994-ben kijelentette, hogy: Az eszperantó szavak egy jelentéssel bírnak, így a többletjelentés és a mélyebb tartalom kizárva. Heinz Wismann filozófiatörténész 2016-ban hasonlóan állította, hogy lehetetlen szójátékot csinálni eszperantóul.

### Anyanyelvi beszélők
Az első, eszperantót közös nyelvként használó család 1904-ben jött létre. Ettől kezdve az ilyen családok száma folyamatosan nő, 1995-ben Renato Corsetti listája 350 ilyen családot sorolt fel. A francia oktatási miniszter több alkalommal is kijelentette, például 2014-ben, hogy az eszperantó nem anyanyelv.
Joseph F. Foster, a Cincinnati Egyetem professzora 2001-ben azt állította, hogy nincsenek anyanyelvi eszperantisták; ha mégis, akkor legfeljebb hárman vannak.

### Beszélőinek kapcsolata a nyelvvel
A nyelvet beszélői úgy használják, mint más nyelveket. Benjamin K. Bergen egy, a született eszperantistákról szóló tudományos cikkében az eszperantó beszélőit támogatóknak nevezte. A mesterséges eszperantó nyelvet támogatói második nyelvként beszélik, és néhány támogatójának gyerekei anyanyelvként beszélik. Ezzel szemben senki nem nevezné az angol nyelv támogatóinak azokat, akik idegen nyelvként beszélik.

### Nem indoeurópai nyelvek beszélői
Az eszperantóhoz megtanulandó szókincs sokkal kisebb, mint a nemzeti nyelvekéhez szükséges. Nyelvtana kevesebb szabályból áll; kivételek előfordulnak, de ritkák. Mindezek miatt az ázsiai nyelvek beszélőinek is gyorsabban tanulható, mint az európai nemzeti nyelvek. Az alapszókincs nagy része indoeurópai, de a szóalkotási módok és egyes nyelvtani jelenségek ismerősek lehetnek más nyelvek beszélői számára. Például a magyar nyelvhez hasonlóan van műveltető, gyakorító, visszaható igeképző, valamint a régebbi szintetikus szenvedő igeképző megfelelője is fellelhető. A ható jelentést külön segédigével fejezi ki.
Hans Meier bajor kulturális miniszter írásbeli parlamenti válaszában 1979-ben és 1980-ban is kijelentette, hogy: A nem indoeurópai nyelvek beszélőinek, mint a finn, a magyar és az ázsiai nyelvek az eszperantó semmi segítséget sem ad a tanuláshoz.
Wolfgang Schulze, a müncheni Lajos–Miksa Egyetem nyelvtipológiai professzora 2015-ben egy rádióadásban azt mondta, hogy az Európán kívüli eszperantisták számára az eszperantó ugyanolyan nehezen tanulható, mint a francia, a spanyol vagy az olasz.
Larry Trask, a Brighton Egyetem nyelvészprofesszora 2001-ben azt állította, hogy az eszperantó nem feltétlenül könnyebb a nem európai nyelveket beszélők számára, mint más európai nyelvek. Továbbá azt is kijelentette, hogy az a legnagyobb hibája, hogy nincsenek anyanyelvi beszélői, sőt, beszélői általában, ezért nélkülözi az élő nyelvek sokszínűségét és vibrálását.

### Világnyelv
Zamenhof az Unua Libro című könyvében három célt tűzött ki maga és az eszperantó számára: Legyen a nyelv könnyű és gyorsan megtanulható, amit elterjedten, világszerte használnak. Eszperantisták számára nyilvánvaló, hogy az első két célt sikerült elérni; a harmadikról a vélemények megoszlanak, hogy végérvényesen nem sikerült, vagy beteljesítése folyamatban van. A nyelvet közelebbről nem ismerők számára csak a harmadik célkitűzés nyilvánvaló. Többen a nyelvet megszemélyesítve neki tulajdonítják a célt, hogy világnyelvvé váljon (ahogy az Rodrigo Constantino blogjában is olvasható 2010-ből); ami ugyan elismeri a nyelv elevenségét, de pontatlan, mivel ezt a célt inkább a használóinak kell elérniük.

### Nyelv a többi mellett
Az eszperantó szervezetek és az eszperantista írók mind úgy nyilatkoztak, hogy az eszperantó nyelvet nem azért vezetnék be, hogy átvegye más nyelvek, anyanyelvek helyét. Sőt bírálják azt a gyakorlatot, hogy kiválasztanak néhány munkanyelvet, a többit háttérbe szorítják. Mégis, az Európai Bizottság 2012-ben írta, hogy néha azt javasolják, hogy a latin vagy az eszperantó legyen az Unió kizárólagos nyelve.

### Tanulási idő
Kutatások kimutatták, hogy ugyanaz a szint eszperantóból harmadannyi tanulást igényel, mint a legtöbb európai nyelvé. Az Európai Bizottság azonban ezt írta 2012-ben: A tanárok képzése az ötszázmillió európai polgár számára sok időt és pénzt emésztene fel. Gaston Dorren Lingo című könyvében azt írta, hogy az eszperantó nyelv nehéz, és nem tett említést arról, hogy könnyebb, mint a könyvében szereplő nyelvek többsége.

### A béke nyelve
Zamenhof és a legtöbb eszperantista nem hitte és nem hiszi, hogy ha az eszperantó lesz a világnyelv, akkor eljön a világbéke is. Nincs szó a békéről az Unua Libroban, és az Esenco kaj Estonteco de la ideo de Lingvo Internacia írásban sem. Testvéri kapcsolatot említ. A második nemzetközi kongresszus nyilatkozatában az szerepel, hogy nem hiszik, hogy angyalokat csinálna az emberekből a semleges alap. Mégis, Arika Okrent In the Land of Invented Languages című könyvének hátlapján olvasható, hogy az eszperantó próbálkozás arra, hogy nyelvi szolidaritással hozza el a világbékét.

### További híresztelések
A fentiek mellett további kijelentések is rontják az eszperantó, kezdeményezője illetve beszélőinek hírét.
Anatol Stefanowitsch, az angol nyelv német professzora, 2012-ben a szenvedő, de nem megölhető eszperantóról írt blogjában.
Eckart Stratenschulte német politológus 2010-ben az európai nyelvi sokféleségről írt cikkében azt állította, hogy az eszperantó a piktogramok verbalizációja.
Jürgen Trabant német nyelvész évekig az európai nyelvi sokféleség professzora volt. 2008-ban egy interjúban először azt mondta, hogy az eszperantó nem lenne rossz nemzetközi nyelv. Később pedig azt, hogy ez a mesterséges, mereven szabályozott nyelv nem üti meg a nyelvekkel szemben támasztott követelményeket, valójában nem is nyelv.
Martin Walser német író az eszperantót 2001-ben anti-nyelvnek nevezte, és hozzá hasonlóan az eurót anti-pénznek.
Wolf Schneider újságíró, az angol nyelv volt tolmácsa, 1994-ben azt írta, hogy a mesterséges nyelveket néhány őrült fej gondolja ki.

## Az eszperantó szó metaforikus használata
Metaforikusan az eszperantó szót valaminek a leírására használják, ezzel semlegességét, elterjedtségét, kevert jellegét fejezve ki. Így lesz a Java a programnyelvek eszperantója vagy a Linux a számítógépek eszperantója.
Ez időnként zavart okozhat, például az eurót a pénzek eszperantójának nevezni. Ezt azért hozták létre, hogy helyettesítsen más pénzeket, míg az eszperantó nem akarja eltörölni a nemzeti nyelveket.

## Fordítás
- Ez a szócikk részben vagy egészben  az   Esperanto című eszperantó Wikipédia-szócikk fordításán alapul.  Az eredeti cikk szerkesztőit annak laptörténete sorolja fel. Ez a jelzés csupán a megfogalmazás eredetét és a szerzői jogokat jelzi, nem szolgál a cikkben szereplő információk forrásmegjelöléseként.

### Általános információk
- Eszperantó Alapítvány – Budapesti Eszperantó Ház – központi magyar oldal az eszperantó nyelvről
- Libera Folio – nemzetközi eszperantó hírmagazin, központi hírportál
- Eszperantó – szemben az angollal Archiválva 2019. december 27-i dátummal a Wayback Machine-ben (áttekintés a magyarországi eszperantókultúráról, Mancs, 2007. január 25.)
- Doktoro Esperanto (cikk a nyelvről a Magyar Nemzetben, 2002. április 20.)
- esperanto.net, általános tájékoztató az eszperantóról 62 nyelven
- Az eszperantó nyelvtan (ábécé, hangsúly, végződések, névmások, tabellaszavak, számok, elöljárók, szófaj nélküli szavak, elő- és utóképzők)

### Magyar szervezetek
- Kulturális Eszperantó Szövetség
- Magyarországi Eszperantó Szövetség Archiválva 2021. június 12-i dátummal a Wayback Machine-ben
- Magyar Ifjúsági Eszperantó Szövetség

### Szótárak
- Internetes eszperantó–magyar-eszperantó szótár – eszperantó szótár és fordítóprogram
- Letölthető számítógépes eszperantó szótár (La Vortaro) – ingyenes